# إغلاق مداخل المد والجزر

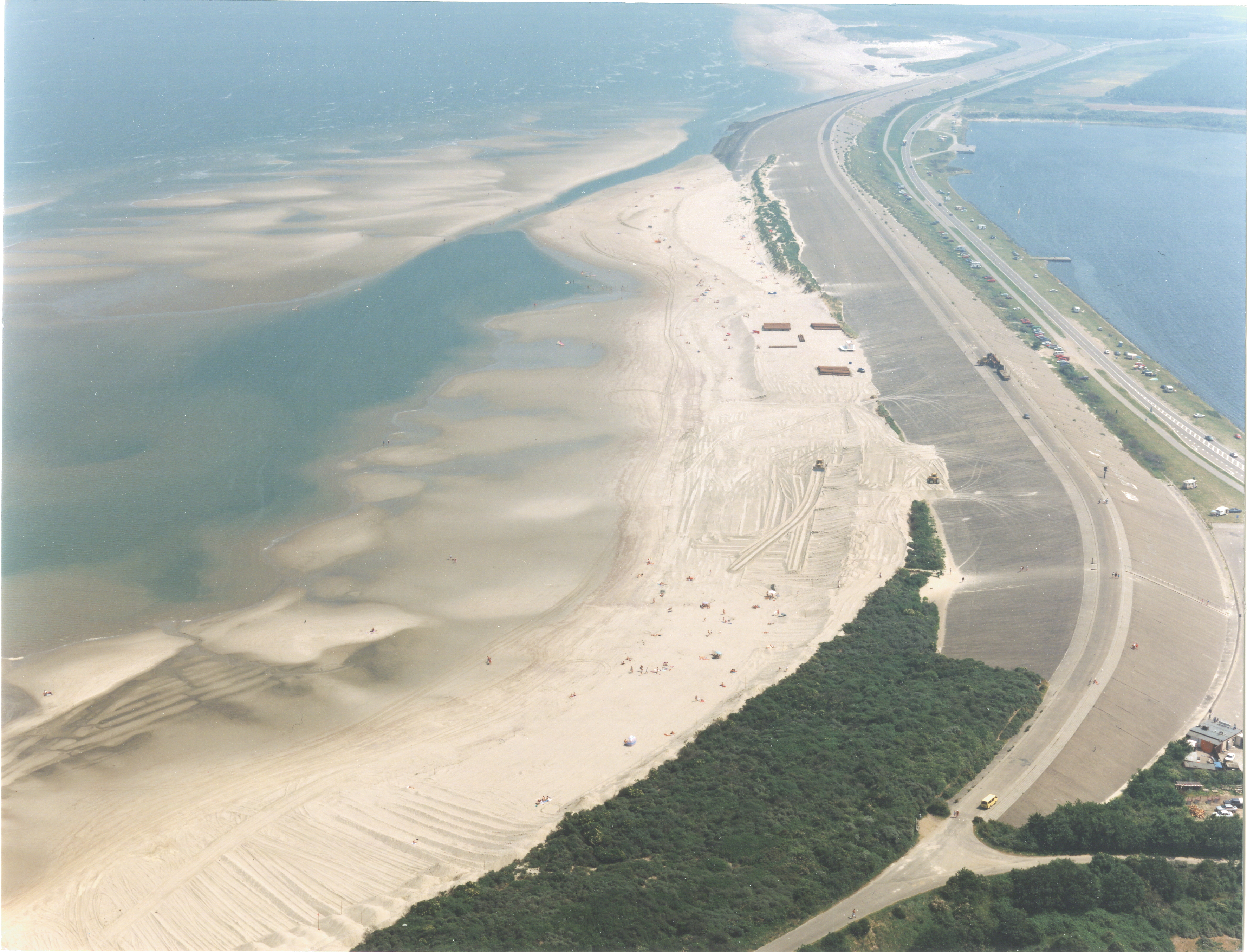
سد فيرسي جاتدام The Veerse Gatdam

في هندسة السواحل والهندسة البيئية، فإن إغلاق مداخل المد والجزر يعني المنع المُتعمد لدخول مياه البحر إلى المناطق الداخلية من خلال استخدام مواد الردم ‏ وبناء الحواجز. الهدف من مثل هذه الإغلاقات هو عادة حماية المناطق الداخلية من الفيضانات، وبالتالي حماية السلامة البيئية والحد من الضرر المحتمل للمستوطنات البشرية والمناطق الزراعية.
تختلف تعقيدات إغلاق المدخل بشكل كبير حسب حجم مصب النهر المعنِي. بالنسبة للمصبات الأصغر حجماً، والتي قد تجف بشكل طبيعي عند انخفاض المد، يمكن أن تكون العملية مباشرة نسبياً. ومع ذلك، فإن إدارة مصبات الأنهار الأكبر تتطلب مزيجًا متطورًا من الخبرة الفنية، بما في ذلك الديناميكا المائية، ونقل الرواسب، فضلاً عن التخفيف من العواقب البيئية المحتملة لمثل هذه التدخلات. إن تطوير المعرفة حول مثل هذه الإغلاقات بمرور الوقت يعكس جهدًا متضافرًا لتحقيق التوازن بين آليات الدفاع ضد الفيضانات والرعاية البيئية، مما يؤدي إلى تطوير حلول تقليدية ومتقدمة تقنيًا.
في الحالات التي تُشكل فيها الأنهار والخلجان خطرًا كبيرًا من الفيضانات عبر مناطق واسعة، فإن توفير الحماية على طول كلا الضفتين قد يكون باهظ التكلفة للغاية. وفي لندن، جرى معالجة هذه المشكلة من خلال بناء حاجز نهر التيمز ‏، والذي لا يُغلق إلا أثناء التوقعات بارتفاع مستويات المياه إلى مستويات قصوى في جنوب بحر الشمال. وفي هولندا أُغلقت العديد من المداخل عن طريق سد مداخلها بالكامل. وبما أن بناء مثل هذه السدود يستغرق عدة أشهر أو سنوات، فإن تبادل المياه بين البحر والمدخل يستمر طوال فترة البناء. ولا يجري تضييق الفجوة بشكل كافٍ للحد من هذا التبادل إلا خلال المراحل النهائية للإنشاء، مما يفرض تحديات فريدة من نوعها أثناء البناء. ومع تقلص الفجوة، فإن الاختلافات الكبيرة في مستويات المياه بين البحر والمدخل تخلق تيارات قوية للغاية، قد تصل سرعتها إلى عدة أمتار في الثانية، عبر الفتحة الضيقة المتبقية.
هناك حاجة إلى تقنيات خاصة خلال مرحلة الإغلاق الحرجة هذه لمنع التآكل الشديد للدفاعات الموجودة. يُستخدم طريقتان أساسيتان لذلك هما: طريقة الإغلاق المفاجئ، والتي تتضمن وضع صناديق مسبقة الصنع خلال فترة وجيزة من ركود المياه، أو طريقة الإغلاق التدريجي، والتي تتضمن بناء القسم الأخير من السد تدريجيًا، مع الحفاظ على القمة أفقية تقريبًا لمنع التيارات القوية والتآكل على طول أي قسم محدد.

## غرض إغلاق مدخل المد والجزر
يخدم إغلاق مداخل المد والجزر أغراضًا أساسية مختلفة هي:
- استصلاح الأراضي
- تقصير طول خط الدفاع البحري
- إنشاء خزانات للمياه العذبة
- إنشاء أحواض لطاقة المد والجزر
- تطوير أرصفة الموانئ ذات المستوى الثابت
- إنشاء أرصفة للأنشطة البحرية
- توفير وصلات الطرق أو السكك الحديدية
- إصلاح الثغرات في السدود
- إنشاء أحواض كبيرة لتربية الأسماك.

تاريخيا، كان إغلاق المداخل يهدف في المقام الأول إلى استصلاح الأراضي والتحكم في منسوب المياه في مناطق المستنقعات، مما يسهل التنمية الزراعية. تتطلب مثل هذه الأنشطة إدارة فعالة لمستويات مياه الأنهار، الأمر الذي يتطلب في كثير من الأحيان صيانة مستمرة للسدود، ومتابعة العواصف وتأثيرها عليها. كما ظهرت أيضًا أغراض ثانوية، مثل توليد طاقة المد والجزر، وبناء أرصفة الموانئ، وكذلك إقامة السدود لتجهيز البنية الأساسية للنقل، أو لتجهيز أماكن لتربية الأسماك، ولكن تأثيرها البيئي كان أقل.
في العصر الحديث، وبسبب التركيز المتزايد على جودة الحياة، وخاصة في الدول الصناعية المتقدمة، فإن مشاريع إغلاق المداخل تشمل مجموعة أوسع من الأهداف. قد يشمل ذلك إنشاء مرافق تخزين المياه العذبة، والتخفيف من تلوث المياه في مناطق محددة، وتوفير وسائل الراحة الترفيهية، ومكافحة تسرب المياه المالحة أو تلوث المياه الجوفية.

### التأثيرات الجانبية
تعتمد الآثار الجانبية لعملية إغلاق فتحات المد والجزر على الظروف، حيث يمكن حدوث العديد من الآثار الجانبية الهيدرولوجية والبيئية والإيكولوجية والاقتصادية من خلال تنفيذ إغلاق مدخل المد والجزر، ويشمل ذلك ما يلي:
- تغير المد (من حيث السعة والتدفقات) على الجانب البحري من السد.
- تغير في تضاريس الشريط الساحلي والوادي خارج السد.
- إزالة المد والجزر على الجانب الداخلي للسد.
- التغير في منسوب المياه الجوفية في المناطق المجاورة.
- تغيير سعة الصرف للمناطق المجاورة.
- فقدان أنواع من الأسماك والنباتات.
- فقدان مناطق التكاثر والتغذية للطيور المائية.
- عمليات التعفن بسبب التغير في النباتات والحيوانات.
- تقسيم جودة المياه في الخزان الراكد.
- تراكم الرواسب في الخزان.
- التأثير على مرافق الشحن.
- التأثير على الترفيه والأنشطة الترفيهية.
- التغير في المهن التقليدية (مثل صيد الأسماك، والملاحة).
- التأثيرات الاجتماعية والثقافية.[11]

## أمثلة على أعمال الإغلاق

### الإغلاقات التاريخية في هولندا
تنتهي أسماء العديد من المدن في هولندا بكلمة دام (dam بمعنى سد)، مما يشير إلى أصلها في موقع سد في نهر المد والجزر. وتشمل الأمثلة البارزة أمستردام (تقع عند سد في نهر أمستل)، وروتردام (تقع عند سد في نهر روت). ومع ذلك، فإن بعض المواقع، مثل ماسدام، لها أصول أقل وضوحا. ماسدام، قرية تقع في موقع سد على نهر ماس يعود تاريخه إلى ما قبل عام 1300م، وكانت موقع بناء Grote Hollandse Waard، والتي فُقدت لاحقًا خلال فيضان سانت إليزابيث المدمر عام 1421م. ونتيجة للفيضان، أصبح نهر ماس الآن يقع بعيدًا عن قرية ماسدام.
كانت إحدى التقنيات المستخدمة على نطاق واسع في عمليات الإغلاق التاريخية تُعرف باسم opzinken (وتعني الغرق). تتضمن هذه الطريقة غمر مراتب الفاسينا ‏ ، وملئها بالرمل، وتثبيتها باستخدام حجر. ثم بعد ذلك يواصل إغراق أقسام متتالية من الأعلى حتى يصل السد إلى ارتفاع لم يعد من الممكن وضع المزيد من المراتب فيه. وقد أدت هذه العملية إلى تقليل التدفق بشكل فعال، مما سمح بإكمال السد بالرمل والطين. على سبيل المثال، استُخدمت هذه التقنية في بناء خط السكة الحديدية Sloedam ‏ في عام 1879م، وهو جزء من خط السكة الحديدية إلى ميدلبورج.
وكشفت الملاحظات المبكرة أنه أثناء عمليات الإغلاق، زادت سرعة التدفق داخل فجوة الإغلاق، مما أدى إلى تآكل التربة. ونتيجة لذلك، جرى تنفيذ تدابير مثل حماية القاع حول الفجوة المغلقة، مسترشدة في المقام الأول بالمعرفة التجريبية وليس بالحسابات الدقيقة. حتى عام 1953م، كان إغلاق ثغرات السدود في مناطق المد والجزر يشكل تحديًا بسبب سرعات التيار العالية. وفي مثل هذه الحالات، بُنيت سدود جديدة في الداخل، ولو أن العملية استغرقت وقتاً أطول، للتخفيف من صعوبات الإغلاق. وقد حدث مثال متطرف بعد الفيضان المدمر في بحر الشمال عام 1953م، مما استلزم إغلاق الثغرات في شيلفوك، ويُمثل ذلك آخر إغلاق كبير في هولندا.

### بناء السدود الحديثة في هولندا
في الآونة الأخيرة، كان بناء السدود الأكبر في هولندا مدفوعًا بضرورة حماية المناطق الداخلية والطموح لإنشاء أراضٍ زراعية جديدة.
تنشأ التيارات عند فم المدخل نتيجة لحركة المد والجزر المتمثلة في ملء الحوض (المد العالي) وتفريغه (الجزر). وتتأثر سرعة هذه التيارات بمدى المد والجزر tidal range، ومنحنى المد والجزر، وحجم حوض المد والجزر (المعروف أيضًا باسم منطقة التخزين)، وحجم التدفق في ذلك الموقع. يختلف نطاق المد والجزر على طول الساحل الهولندي، حيث يكون الحد الأدنى بالقرب من دن هيلدر (حوالي 1.5 متر) والحد الأقصى قبالة ساحل زيلاند (2 إلى 3 أمتار)، وقد يصل إلى 4 إلى 5 أمتار في المناطق خلف نهرأوسترشيلدي ونهر ويسترشيلدي.
في أحواض المد والجزر، تظهر قنوات التيار وقد تتحول بسبب اتجاهات وسرعات التيار المتغيرة باستمرار. وتتسبب أقوى التدفقات في حدوث تآكل في أعمق القنوات، كما هو الحال في منطقة أوسترشيلدي حيث يمكن أن يصل عمق المياه إلى 45 متراً، في حين تتشكل أكوام رملية بين هذه القنوات، والتي تصبح مكشوفة في بعض الأحيان عند الجزر.
تلك القنوات التي تتطور بشكل طبيعي في مناطق المد والجزر تكون عمومًا في حالة من التوازن التقريبي، حيث توازن بين سرعة التدفق ونمط التدفق الإجمالي. وعلى العكس من ذلك، عندما تُغلق ثغرات السد، فإن هذا التوازن غالباً ما لا يتحقق. على سبيل المثال، ساعد التدخل السريع في سد العديد من الثغرات في أعقاب عاصفة عام 1953 في الحد من التآكل. عند إنشاء سد عند مصب المدخل، تُتخذ إجراءات لتقليل مستوى التدفق، مما قد يؤدي إلى زيادة سرعات التدفق والتآكل اللاحق ما لم تُتخذ تدابير وقائية، مثل تقوية قاع وجوانب تلك القنوات.
يمكن تقسيم عملية إغلاق قناة المد والجزر بشكل عام إلى أربع مراحل:
1. مرحلة تحضيرية، يجري فيها تخفيض طفيف في مستوى التدفق (إلى 80 إلى 90% من حجمه الأصلي)، وفيها تُنشأ أقسام السد في المناطق الضحلة وتوضع حماية التربة في القنوات.
2. بعد ذلك يأتي إنشاء عتبة لتكون بمثابة الأساس للسدود المغلقة. يمكن أن تساعد هذه العتبة في توزيع ضغط السد على التربة السطحية و/أو تعمل كمرشح بين الحماية السفلية وهيكل الإغلاق. يجب أن تكون فجوة الإغلاق في هذه المرحلة واسعة بما يكفي للسماح لتيارات المد والجزر بالمرور دون الإضرار بالعتبة والتدابير الوقائية.
3. الإغلاق الفعلي، حيث تُسد الفجوة النهائية.
4. ثم في المرحلة النهائية يُبنى السد فوق السد المؤقت وحوله.

في ظل ظروف محددة، قد تُستخدم طرق بناء بديلة؛ على سبيل المثال، أثناء إغلاق الرمال، تُستخدم عملية الإغراق بطريقة يُضاف فيها المزيد من المواد مع كل مد، بحيث تكون أكثر مما يُزيله التيار، وبالتالي لا نحتاج إلى حماية التربة.
عند إغلاق بحر الجنوب في عام 1932م، كان لا يزال من الممكن التحكم في التيار باستخدام طين الصخور، حيث كان فرق المد والجزر هناك قرابة متر واحد فقط، مما منع سرعات التدفق العالية بشكل مفرط في فجوة الإغلاق التي تتطلب مواد بديلة. نُفذت العديد من طرق الإغلاق في منطقة الدلتا، على نطاقات صغيرة وكبيرة، واعتمدت بشكل كبير على مجموعة متنوعة من الشروط المسبقة، تشمل المتطلبات الهيدروليكية والميكانيكية للتربة، فضلاً عن الموارد المتاحة مثل المواد والمعدات والعمالة والتمويل والخبرة. وبعد الحرب العالمية الثانية، أثرت الخبرات المكتسبة من إصلاحات السد في والشرن في عام 1945م، وإغلاق سد بريلس ماس في عام 1950م، وسد براكمان في عام 1952م، وإصلاح الثغرات بعد عاصفة عام 1953م بشكل كبير على اختيار أساليب الإغلاق لأول سدود الدلتا.
كان اختيار طريقة الإغلاق يعتمد بشكل شبه كامل على العوامل الفنية حتى اكتمال بناء سد برويرسدام في عام 1971م. ومع ذلك، أصبحت الاعتبارات البيئية ومصايد الأسماك حيوية بنفس القدر في اختيار طرق الإغلاق لماركيزاتسكادي (Markiezaatskade) بالقرب من بيرخن أوب زووم، و فيليبسدام، و أويستردام، وحاجز العواصف في أوسترشيلده، مع الأخذ في الاعتبار عوامل مثل حياة الكائنات التي تأتي مع المد، والتحكم في الملوحة أثناء عمليات الإغلاق، والتي تعد بالغة الأهمية لتحديد الظروف الأولية للحوض المشكل حديثًا.
| اسم           | الطول (م) | سنة الإكمال | نوع السد                   | طريقة الإغلاق             |
| ------------- | --------- | ----------- | -------------------------- | ------------------------- |
| زاندكريك      | 830       | 1960        | السد الثانوي               | إغلاق بصندوقين مغلقين     |
| فيرسي جات     | 2,800     | 1961        | السد الأساسي               | إغلاق بالصناديق           |
| جريفيلنجيندام | 6000      | 1965        | سد التقسيم                 | التلفريك                  |
| فولكيركدام    | 5000      | 1969        | سد التقسيم                 | إغلاق بالصناديق           |
| برويرسدام     | 6000      | 1971        | السد الأساسي               | إغلاق بالصناديق والتلفريك |
| هارينغفليتدام | 5000      | 1971        | السد الرئيسي وقناة التصريف | التلفريك                  |
| أوستردام      | 10,500    | 1986        | سد التقسيم                 | إغلاق بالرمال             |
| فيليبسدام     | 6000      | 1987        | سد التقسيم                 | إغلاق بالرمال             |

### الإغلاقات في ألمانيا

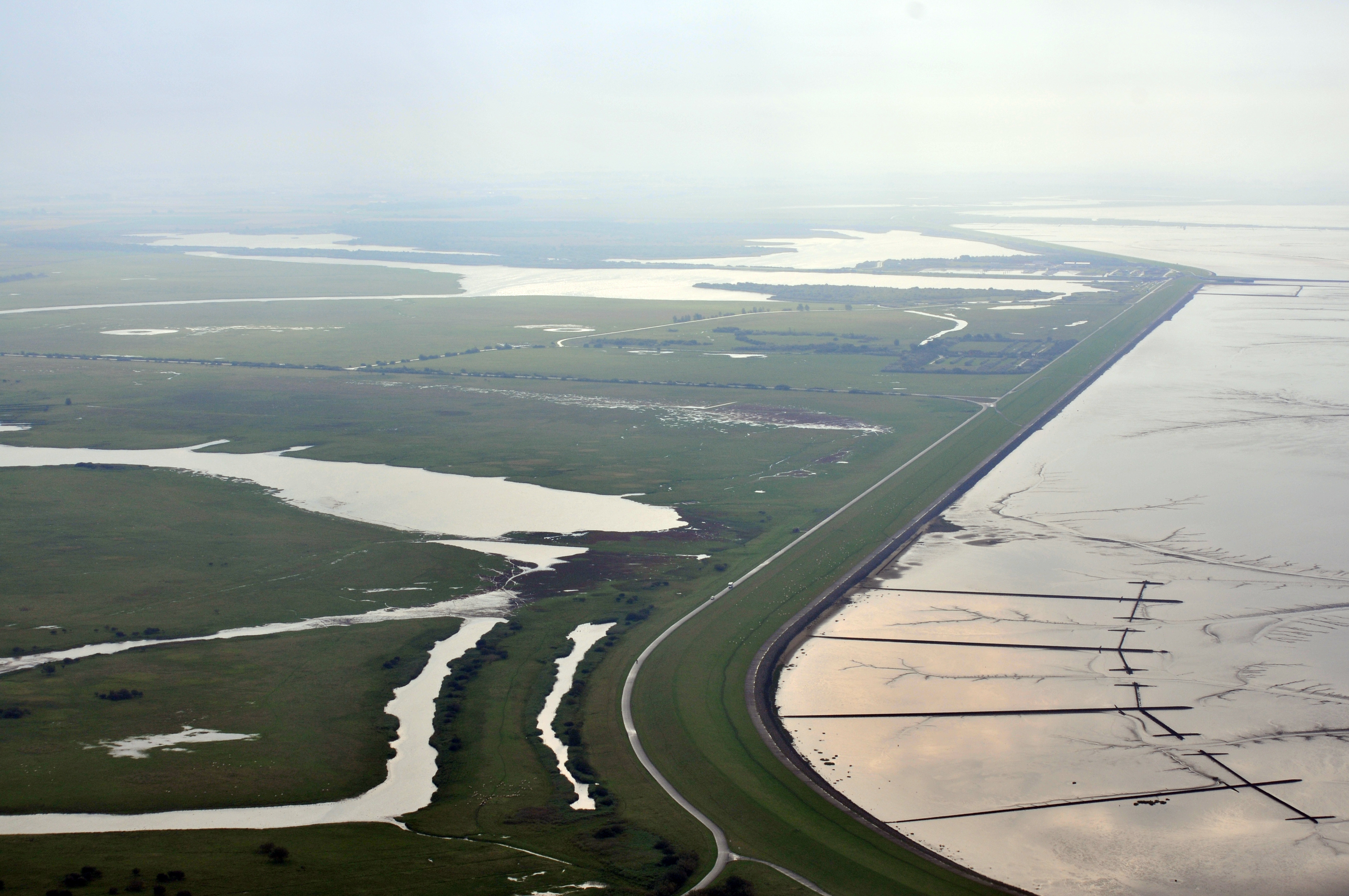
الأراضي المستصلحة بعد إغلاق ميلدورف

نُفذت سلسلة من أعمال الإغلاق في شمال غرب ألمانيا. في البداية، كان الهدف الأساسي من هذه الإغلاقات هو استصلاح الأراضي والحماية من الفيضانات. وبعد ذلك، تحول التركيز نحو السلامة والحفاظ على البيئة. وامثلة ذلك عمليات الإغلاق في ميلدورف (1978م)، وفي نوردستراندر بوخت (هوسوم، 1987م)، وفي ليهورن (جريتسيل، 1991م).

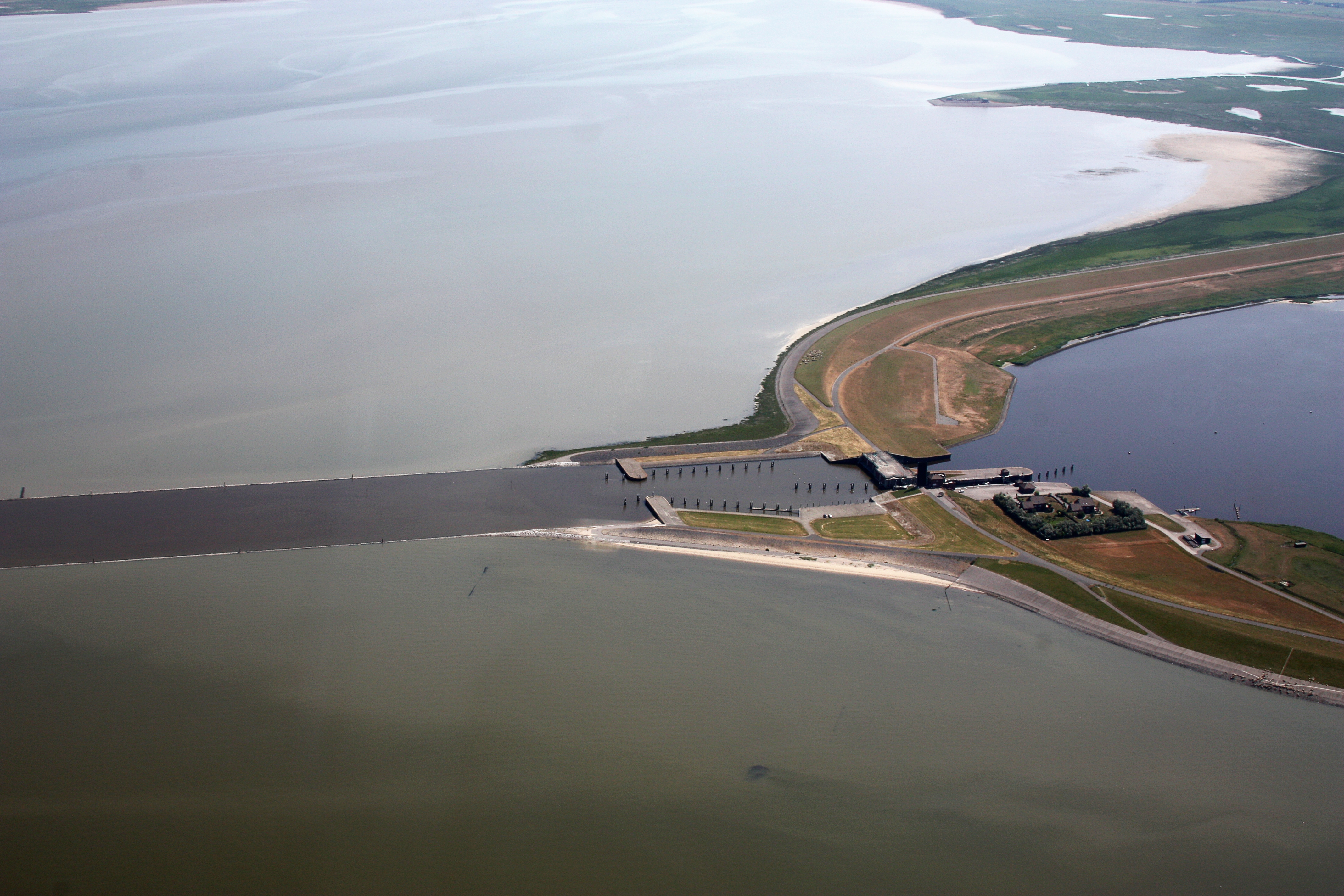
قفل وتفريغ المياه في Leybucht

حوالي عام 1975م، أدت وجهات النظر العالمية المتطورة بشأن الأهمية البيئية إلى تغيير في النهج المتبع في التعامل مع عمليات الإغلاق. ونتيجة لذلك، جرى تنفيذ العديد من الإغلاقات في شمال ألمانيا بشكل مختلف عن تصميماتها الأصلية. على سبيل المثال، كانت هناك خطط لبناء سد كامل على نهر ليبوخت بالقرب من غريتسييل، إلا أنه جرى إغلاق جزء صغير فقط في النهاية ــ وهو ما يكفي لتلبية متطلبات السلامة وإدارة المياه. وهذا جعل إغلاق المنطقة المتبقية لم يعد يشكل تحديًا فنيًا. حيث أُنشأت بوابات تصريف وقفل ملاحي، مما يوفر سعة كافية للتخفيف من التيارات في فجوة إغلاق السد.

### الإغلاقات في كوريا الجنوبية

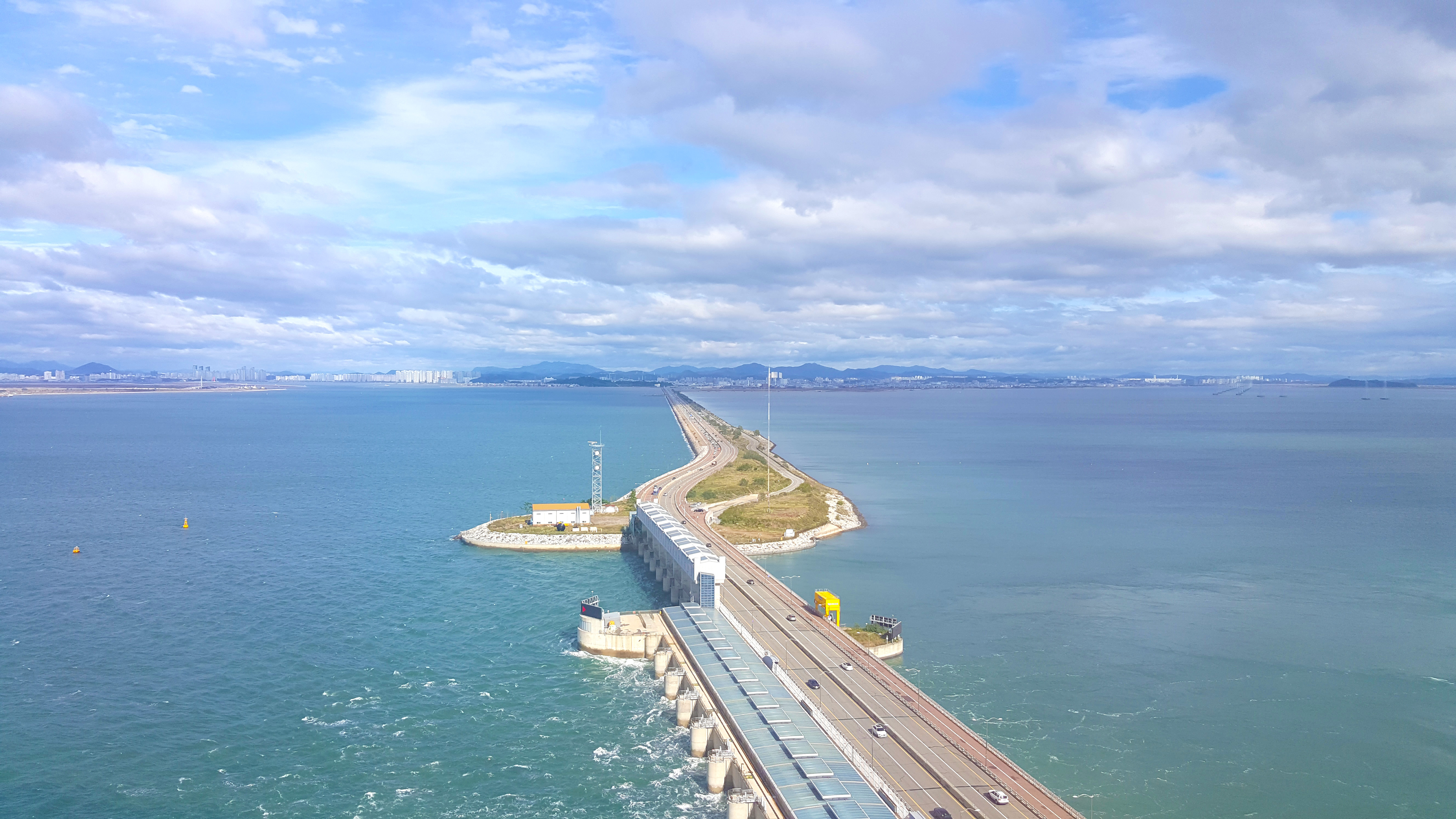
سد سيهوا

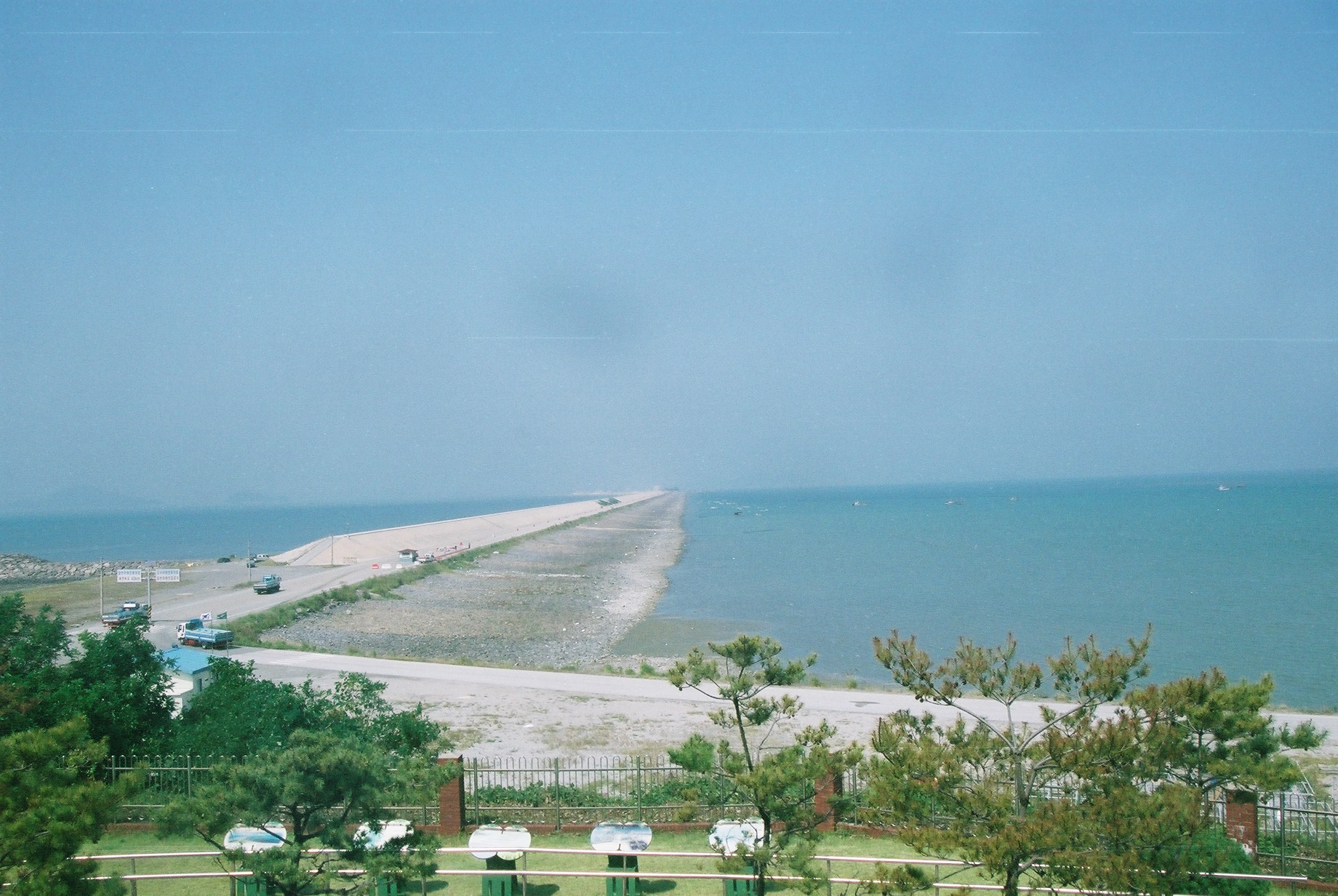
جدار سيمانجيوم البحري

في ستينيات القرن العشرين، واجهت كوريا الجنوبية نقصًا كبيرًا في الأراضي الزراعية، مما دفع إلى وضع خطط لمشاريع استصلاح واسعة النطاق، شمل ذلك بناء السدود المغلقة. نُفذت هذه المشاريع في الفترة ما بين عامي 1975م و1995م، بالاستفادة من الخبرات والتجارب الهولندية. ومع مرور الوقت، تطورت المواقف تجاه أعمال الإغلاق في كوريا الجنوبية، مما أدى إلى تأخيرات كبيرة وتعديلات في الخطط الخاصة بمشاريع هواونغ وسايمانجيوم.
| اسم       | الطول (كم) | مدى المد والجزر (م) | المساحة (كم2) | تاريخ الإغلاق |
| --------- | ---------- | ------------------- | ------------- | ------------- |
| سيمانجيوم | 29         | 7.0                 | 400           | ابريل 2006    |
| هواونغ    | 19         | 9.4                 | 62            | مارس 2002     |
| سيهوا     | 13         | 9.3                 | 173           | يناير 1994    |
| سوكمون    | 11         | 9.4                 | 37            | نوفمبر 1991   |
| بوسا      | 3          | 7.5                 | 13            | مارس 1988     |
| يونجسان   | 4          | 5.6                 | 10            | فبراير 1983   |
| سابكو     | 3          | 10.4                | 28            | مارس 1977     |

### الإغلاقات في بنغلاديش
أُغلقت الجداول لتسهيل استصلاح الأراضي الزراعية وتوفير الحماية ضد الفيضانات في بنغلاديش لسنوات عديدة. لقد كان الجمع بين الحماية من الفيضانات، والحاجة إلى الأراضي الزراعية، وتوافر مياه الري بمثابة القوى الدافعة وراء هذه المبادرات. قبل عام 1975م، كانت أعمال الإغلاق متواضعة نسبيا من حيث الحجم. وتشمل بعض الأمثلة المبكرة ما يلي:
| موقع                | عرض الفجوة (م) | عمق القناة (م) | وقت التنفيذ (العمل اليدوي) | مدى المد والجزر (م) |
| ------------------- | -------------- | -------------- | -------------------------- | ------------------- |
| جانجرايل            | 125            | 11             | ؟                          | 3.0                 |
| نهر كويرا           | 90             | ؟؟             | 90 يوما                    | 3.0                 |
| لم يتم ذكر اسمه     | 245            | 8.5            | 80 يوما                    | 2.5                 |
| خور أمتالي:p927-930 | 130            | 7.5            | شهر واحد                   | 2.7                 |

ولم يختلف النهج المتبع في عمليات الإغلاق في بنغلاديش بشكل كبير عن الممارسات المتبعة في أماكن أخرى. ومع ذلك، ونظرا لانخفاض تكاليف العمالة في البلاد وارتفاع معدلات البطالة، فقد فُضلت الأساليب التي تعتمد على توظيف القوى العاملة المحلية على نطاق واسع.
اعتمدت هذه الأعمال بشكل أساسي على نوع من اللفائف المطورة محليًا والمعروفة باسم ماتا mata. وقد جرى سد الفجوات النهائية بسرعة خلال دورة مد وجزر واحدة. ومن الجدير بالذكر أن إغلاق جانجرايل فشل مرتين.
في عامي 1977م و1978م، أُغلق نهر مادارجونج، مما أدى إلى حماية منطقة زراعية تبلغ مساحتها 20 ألف هكتار. وفي موقع الإغلاق، امتد الخور على عرض 150 متراً وعمق 6 أمتار تحت مستوى سطح البحر. وفي العام التالي، 1978م/1979م، شهد إغلاق نهر تشاكامايا خال، الذي يتميز بمنشور مد وجزر يبلغ 10 ملايين متر مكعب، ونطاق مد يبلغ 3.3 متر، ويمتد بعرض يبلغ 210 أمتار وعمق يصل إلى 5 أمتار.:p731-743
في عام 1985م، بُني سد على نهر فيني لإنشاء خزان للري يغطي مساحة 1200 هكتار. :chapter 11 تميز المشروع بدعوته الصريحة إلى الاستفادة من المنتجات المحلية والعمالة اليدوية. كان لا بد من سد الفجوة التي يبلغ عرضها 1200 متر أثناء الجزر. وفي يوم الإغلاق، وضع 12 ألف عامل 10 آلاف كيس داخل الفجوة. :chapter 11
في عام 2020م، تعرض سد نايلان، الذي بُني في الأصل في الستينيات، لخرق استلزم الإصلاح. في ذلك الوقت، كان الحوض يغطي مساحة قدرها 480 هكتارًا، وكان نطاق المد والجزر يتراوح بين 2.5 إلى 4 أمتار. وامتد الخرق على عرض 500 متر، مع منشور مد وجزر يبلغ 7 ملايين متر مكعب. أُنجزت عملية الإغلاق من خلال نشر كمية كبيرة من الأكياس، يصل وزنها إلى 250 كجم، على الرغم من أن غالبية الأكياس الموجودة في القلب كانت تزن 50 كجم. وقد تقلصت الفجوة تدريجيا إلى 75 مترا، وهو عرض فجوة الإغلاق النهائية، والتي جرى إغلاقها في دورة مد وجزر واحدة أثناء الجزر. ولتسهيل ذلك، أُنشئ صفين من الأسوار الخشبية في الفجوة، واستُخدمت الأكياس لملء المساحة بينهما، مما أدى فعليًا إلى إنشاء سد مؤقت. :chapter 15

## أنواع الإغلاقات

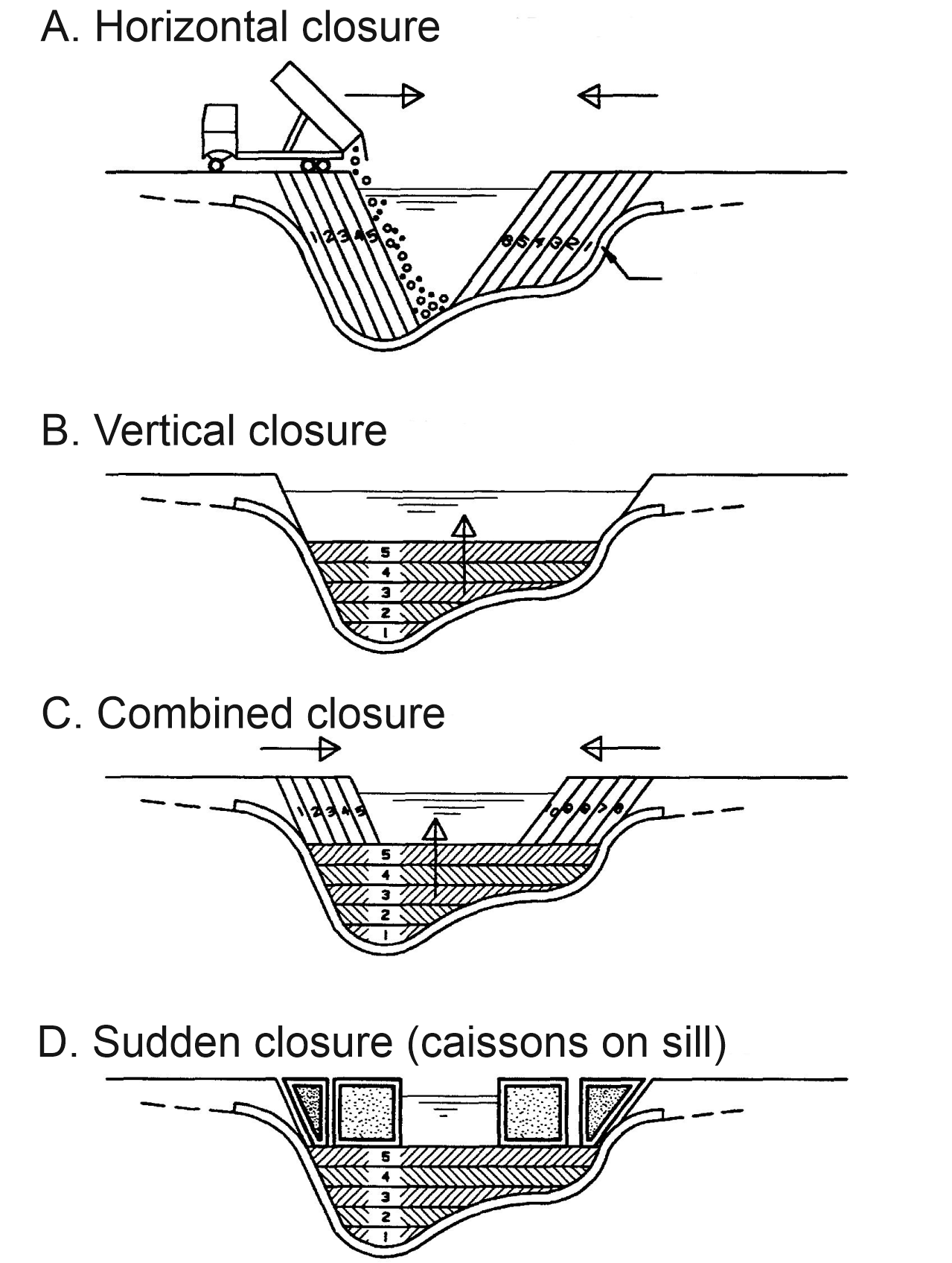
الطرق الأساسية للإغلاق

يمكن تصنيف طرق الإغلاق إلى مجموعتين رئيسيتين: الإغلاق التدريجي والإغلاق المفاجئ. في عمليات الإغلاق التدريجي، يوجد أربع طرق مميزة: الإغلاق الأفقي بدون عتبة كبيرة (A في الرسم المجاور)، والإغلاق الرأسي (B)، والإغلاق الأفقي مع عتبة (C)، والإغلاقات الرملية. وتختلف إغلاقات الرمل أيضًا إلى أنواع أفقية ورأسية. يجري عادة تحقيق الإغلاقات المفاجئة من خلال نشر صناديق قيسون (البوابة)، والتي يجري وضعها غالبًا على عتبة (D).

## تقنية أعمال الإغلاق
إن التحدي في سد مدخل البحر يكمن في الظاهرة التي مفادها أنه كلما انخفضت مساحة التدفق في فجوة الإغلاق بسبب بناء السد، كلما ازدادت سرعة التدفق داخل هذه الفجوة. يمكن أن يصبح هذا التسارع كبيرًا جدًا بحيث تنجرف المواد المترسبة في الفجوة على الفور، مما يؤدي إلى فشل الإغلاق. لذلك، فإن حساب معدل التدفق بدقة يُعد أمرًا بالغ الأهمية. وبما أن طول الحوض عادة ما يكون صغيرا نسبيا مقارنة بطول موجة المد، فمن الممكن عادة إجراء هذا الحساب باستخدام "نهج منطقة التخزين" (لمزيد من التفاصيل، راجع نهاية هذه الصفحة). تُمكن هذه الطريقة من إنشاء رسوم بيانية بسيطة تصور السرعات داخل فجوة الإغلاق طوال عملية الإغلاق.

## إغلاقات حجرية

### إغلاقات حجرية أفقية

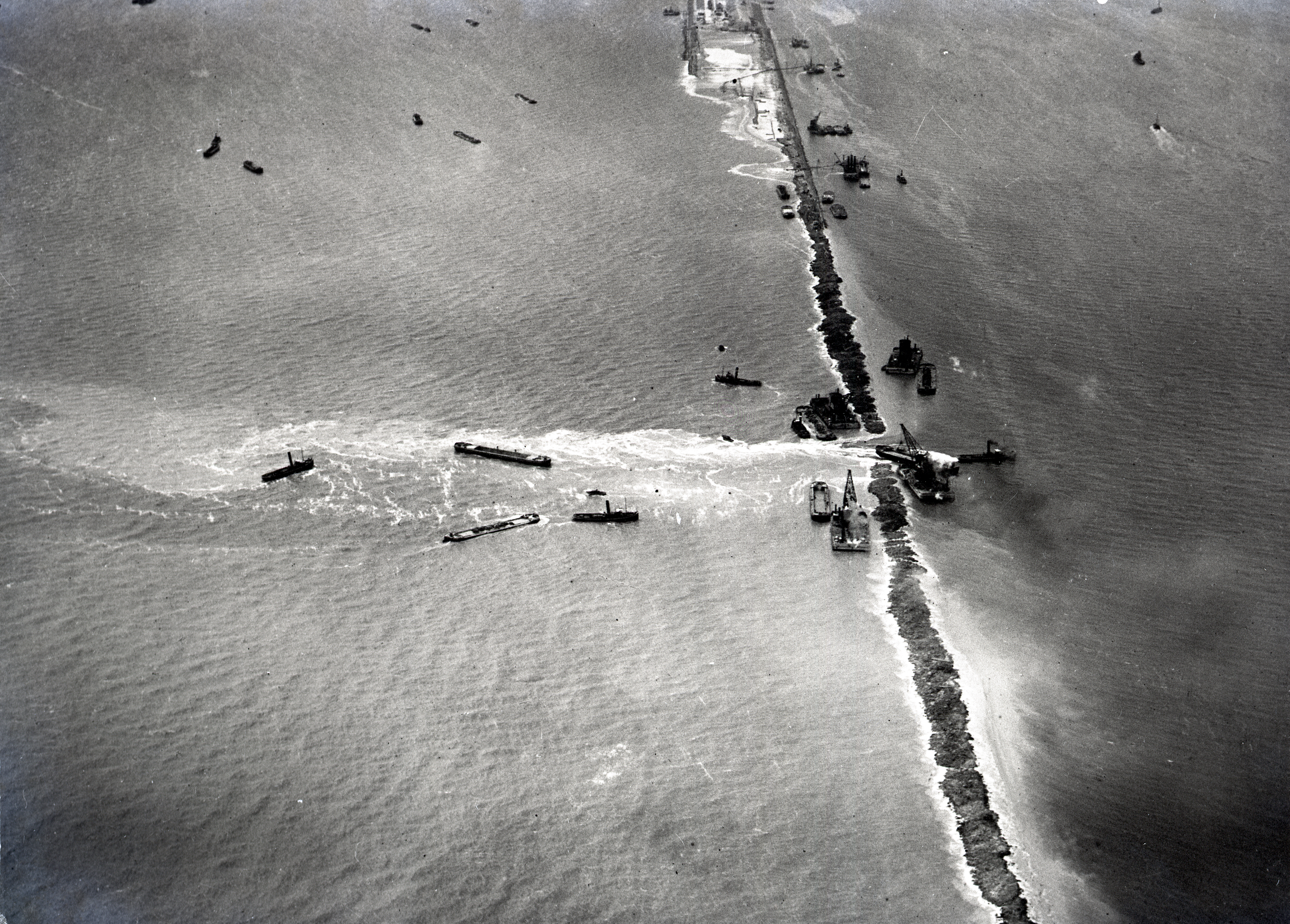
إغلاق فجوة دي فليتر في Afsluitdijk (1932م)

في تقنية إغلاق الحجر الأفقي، توضع الأحجار من كلا الجانبين في فجوة الإغلاق. يجب أن يكون الحجر ثقيلًا بدرجة كافية لمقاومة السرعة المتزايدة الناتجة عن انخفاض مستوى التدفق. وتوجد تعقيدات إضافية تتمثل في حدوث دوامات مضطربة، مما يؤدي إلى المزيد من تجريف قاع البحر. ومن ثم، فمن الأهمية بمكان وضع حجر الأساس قبل البدء في عملية الإغلاق. إن إغلاق نهر زاوديرزى في عام 1932م، كما هو موضح في الصورة المرفقة، يظهر بشكل واضح الاضطرابات التي حدثت في اتجاه مجرى النهر عند الفجوة المغلقة. ومن الجدير بالذكر أنه أثناء إغلاق أفسلايتدايك، استُخدم جلمود طيني بطريقة تشبه الحجر، الأمر الذي وفر الحاجة إلى استيراد أحجار الدروع (أرمورستون) باهظة الثمن.

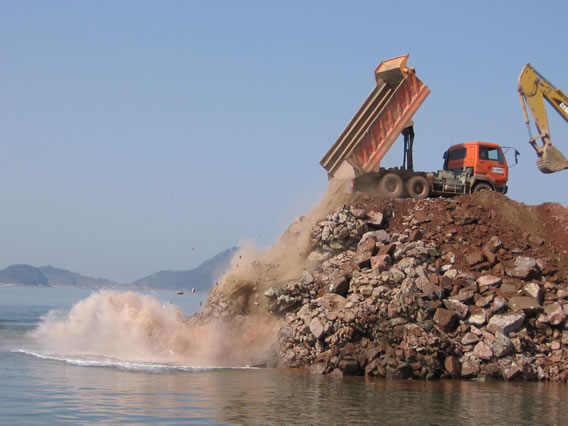
إلقاء أحجار الدروع أثناء الإغلاق الأفقي (سامانغيوم، كوريا)

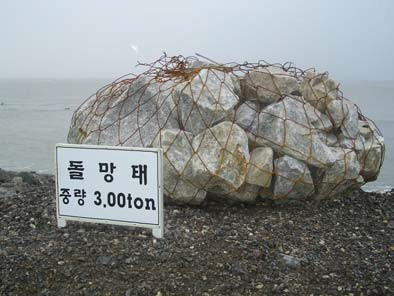
حجر أرمورستون في شبكة استخدمت في إغلاق مصب نهر سيمانجيوم

في هولندا، كانت عمليات إغلاق الحجارة الأفقية نادرة نسبيًا بسبب التكاليف المرتفعة المرتبطة بالحجر المدرع والحماية الأساسية للتربة. وعلى العكس من ذلك، في البلدان التي يكون فيها الحجر أكثر تكلفة وتكون التربة أقل عرضة للتآكل، يمكن استخدام الإغلاقات الحجرية الأفقية. ومن الأمثلة البارزة على هذه الطريقة إغلاق مصب نهر سيمانجيوم في كوريا الجنوبية، حيث أدى ندرة الأحجار الثقيلة إلى الاستخدام المبتكر للأحجار المعبأة في شبكات فولاذية وإلقائها عوضًا عن الأحجار. إن التحديات اللوجستية المتمثلة في نقل ونشر الحجارة، وخاصة ضمن قيود الإطار الزمني الضيق لمنع التآكل المفرط للقاع، تشكل في كثير من الأحيان تحديات كبيرة.

### إغلاقات حجرية عمودية
من منظور هيدروليكي، تعد الإغلاقات الرأسية مفضلة بسبب انخفاض الاضطراب وبالتالي تقليل مشاكل تآكل التربة. ومع ذلك، فإن تنفيذها أكثر تعقيدًا. بالنسبة لأجزاء السد المغمورة تحت الماء، يمكن استخدام قلابات الحجارة (إما قلابات سفلية أو جانبية). ومع ذلك، يصبح هذا غير عملي بالنسبة للأجزاء النهائية بسبب عدم كفاية عمق الملاحة. هناك بديلان: بناء جسر مساعد أو استخدام التلفريك.

#### الجسر المساعد

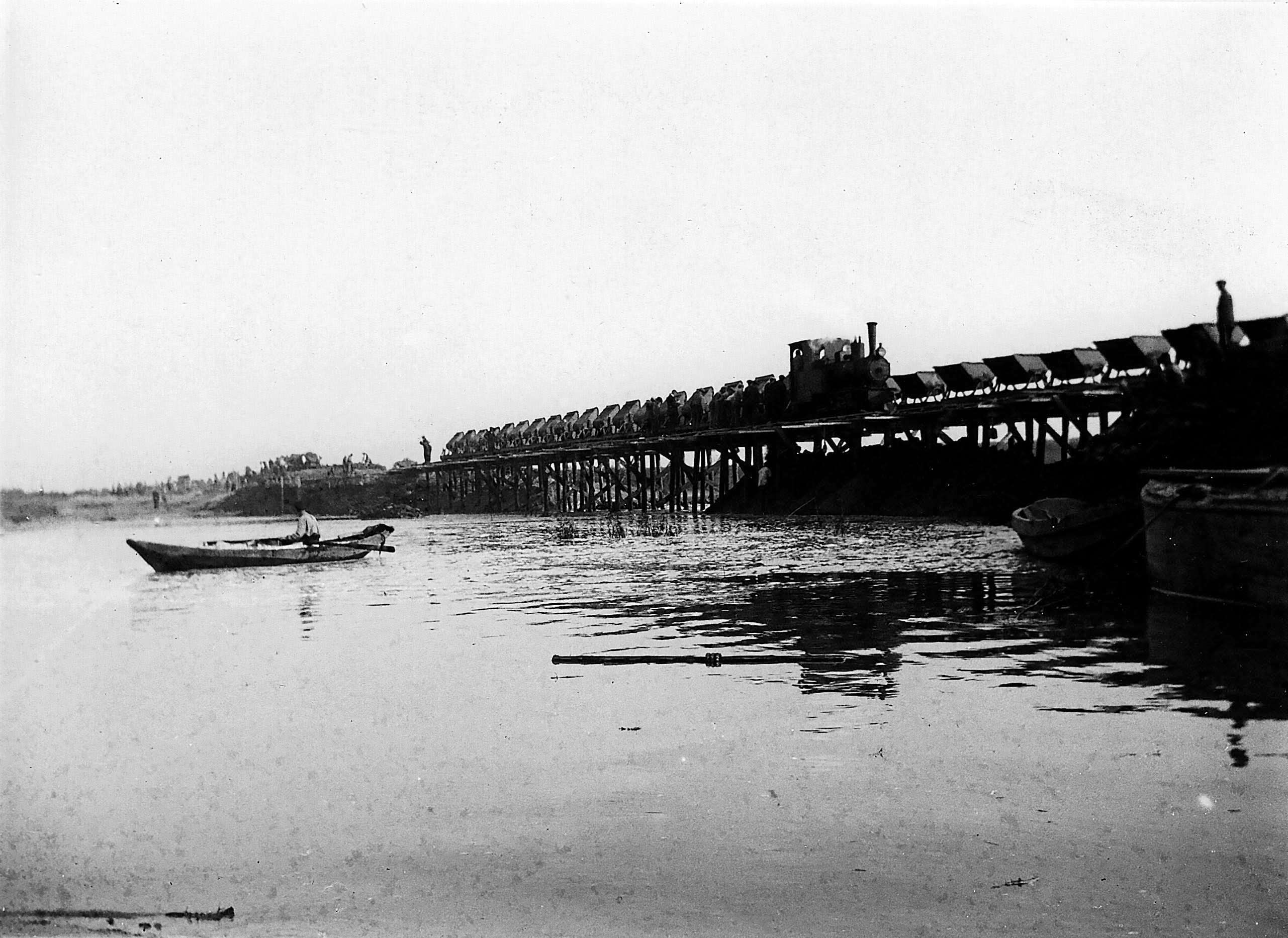
إغلاق السد حول بولدر دي بيسبوش بجسر مساعد وعربات قلابة

يسمح الجسر المساعد بإلقاء حجر الدرع مباشرة في الفجوة لغلقها. جرى التفكير في هذه الطريقة لإغلاق سد أوستردام التابع لشركة Delta Works، ولكن في النهاية وُجد أنها أكثر تكلفة من الإغلاق بالرمل. في هولندا، طُبقت هذه التقنية أثناء إغلاق السد حول منطقة دي بيسبوش في عام 1926م، حيث سهّل الجسر المؤقت إلقاء المواد في الفجوة باستخدام عربات قلابة تعمل بواسطة قاطرة بخارية.

#### التلفريك
إن إنشاء جسر مساعد لإغلاق الفجوات الأكبر والأعمق يمكن أن يكون مرهقًا للغاية، مما يؤدي إلى تفضيل استخدام عربات التلفريك في إغلاقات أعمال دلتا. كان أول تطبيق للتلفريك هو سد الفجوة الشمالية في نهر جريفيلنجيندام، حيث كان بمثابة تجربة لجمع الأفكار حول الإغلاقات الأكبر اللاحقة مثل جسر برويرسهافينس وجسر أوسترشيلدي.

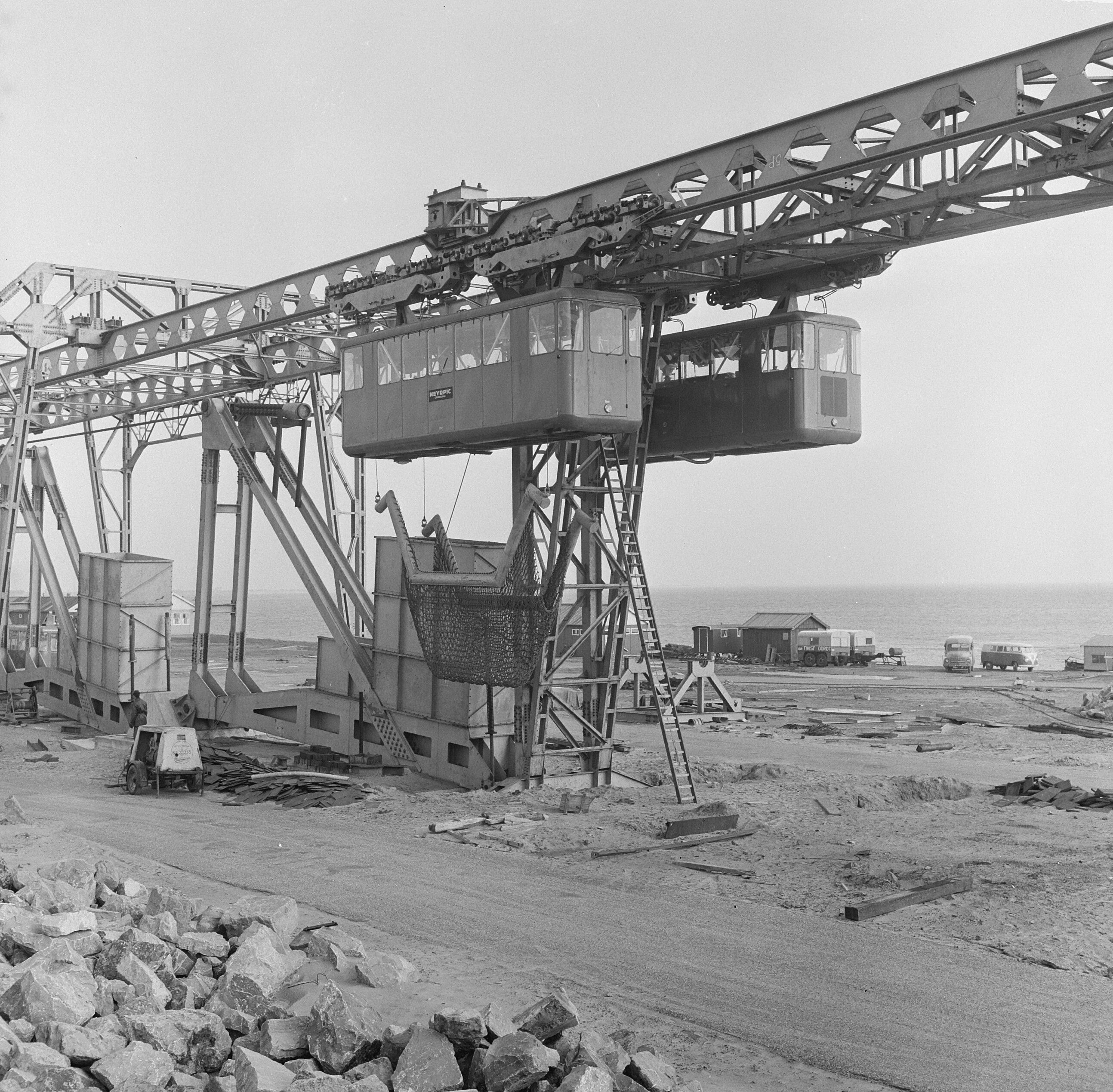
إغلاق جريفيلنجيندام

يتضمن نقل الأحجار عبر الكابلات عربات ذات دفع مستقل، مما يعزز قدرة النقل من خلال حركة المرور في اتجاه واحد. وقد أدى تصميم النظام، وهو ثمرة تعاون بين هيئة المياه في ريجكس ووترستات والشركة الفرنسية نيربيك، إلى تقليل مخاطر حدوث أعطال في الشبكة بأكملها. يمتد تلفريك "بلوندين أوتوموتور كونتينيو" لمسافة 1200 متر تقريبًا، وله مسار مستمر مدعوم بكابلين حاملين ومنصات دوارة طرفية لنقل العربات. في البداية، نُقلت الحجارة في حاويات فولاذية للتفريغ من الأسفل، ثم جرى استكمالها بشبكات فولاذية، مما سمح بمعدل تفريغ يبلغ 360 طنًا في الساعة.

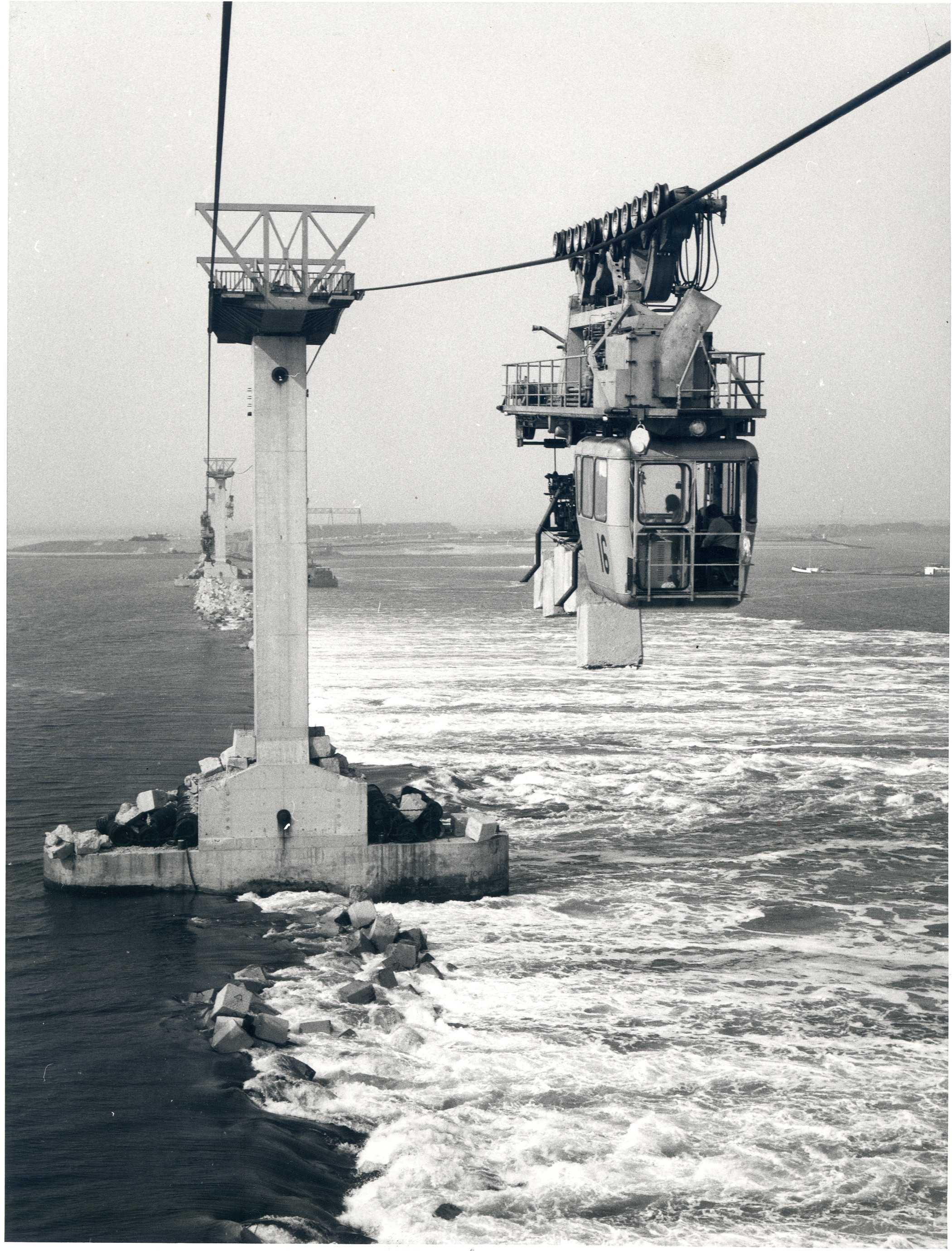
إغلاق تلفريك برويرسدام باستخدام كتل خرسانية تزن 2500 كجم

ومع ذلك، ثبت أن سعة تحميل النظام غير كافية، مما دفع إلى التحول لاستخدام كُتل خرسانية بحجم 1 متر مكعب (تزن 2500 كجم) للإغلاقات اللاحقة (Haringvliet وBruwersdam). على الرغم من التخطيط لإغلاق أوسترشيلده، أدى التحول في السياسة إلى بناء حاجز ضد العواصف بدلاً من ذلك، والتخلي عن استخدام التلفريك لهذا الغرض.

## الإغلاق بالرمل
بالإضافة إلى استخدام أحجار الدرع، يمكن أيضًا عمل الإغلاقات باستخدام الرمل فقط. وتتطلب هذه الطريقة قدرة تجريف كبيرة. في هولندا، نُفذت إغلاقات بالرمال بنجاح في مشاريع مختلفة، مثل أويستردام، و فيليبسدام، وبناء Maasvlakte الثاني.

### مبادئ الإغلاق بالرمال
تتضمن عمليات الإغلاق بالرمال استخدام قدرة الإغراق داخل فجوة الإغلاق التي تعمل على إضافة المزيد من المواد لكل دورة مد وجزر أكثر مما يمكن إزالته بواسطة التيار. على عكس الإغلاقات الحجرية، فإن المادة المستخدمة هنا غير مستقرة بطبيعتها خاصةً مع سرعات التدفق التي تواجهها. عادة، لا تتطلب عمليات الإغلاق بالرمال حماية التربة. وهذا، من بين أسباب أخرى، يجعل الإغلاق بالرمال حلاً فعالاً من حيث التكلفة عند استخدام الرمال المحلية. منذ عام 1965م، جرى سد العديد من قنوات المد والجزر بشكل فعال باستخدام الرمال، بمساعدة القدرات المتزايدة بسرعة لجرافات شفط الرمال الحديثة.
وقد مكنت هذه التطورات من توصيل الرمال بسرعة وبكميات ضخمة للحصول على إغلاق أكبر، مع تحمل فقد جزء من الرمال خلال مرحلة الإغلاق بنسبة تصل إلى 20 إلى 50٪. ومن أولى السدود التي استخدمت الإغلاق بالرمال نجد إغلاق فينتجاجيرسجاتي في عام 1959م والمدخل الجنوبي لجسر هارينجفليت في عام 1961م — ساهم في تطوير طريقة حساب أساسية للإغلاق بالرمال. وفرت عمليات الإغلاق بالرمال اللاحقة التحقق العملي لهذه الطريقة، مما أدى إلى تحسين عملية التنبؤ بكمية الرمال التي نفقدها أثناء العمل.

### أمثلة مختارة لإغلاقات بالرمال
يوضح الجدول التالي العديد من القنوات التي جرى إغلاقها باستخدام الرمل، مما يوضح تطبيق هذه التقنية وفعاليتها.
| المشروع                         | العام | مساحة السطح (كم2) | عرض فتحة الإغلاق (م) | مساحة فتحة الإغلاق (م2) | مدى المد والجزر (م) | أقصى سرعة (م/ث) | فترة الغلق (ساعة) | عدد الكراكات | متوسط إضافة الرمال (م³/ساعة) | أقصى إضافة للرمال (م³/ساعة) | الفقد في الرمال (مليون م³) | متوسط التآكل (م³/ساعة) | حجم حبات الزمال (مم) |
| ------------------------------- | ----- | ----------------- | -------------------- | ----------------------- | ------------------- | --------------- | ----------------- | ------------ | ---------------------------- | --------------------------- | -------------------------- | ---------------------- | -------------------- |
| Volkerak Southern Landhead      | 1961  | N/A               | N/A                  | 1,600                   | 2.10                | 1.75            | 430               | N/A          | N/A                          | N/A                         | 0.9                        | N/A                    | N/A                  |
| Brielse Gat                     | 1966  | 0.8               | 1720                 | 390                     | 2.2                 | 2.3             | 36                | 2            | 310                          | 10,500                      | 0.05                       | 6                      | 160                  |
| Brielse Gat Side Channel        | 1966  | 1.57              | 1820                 | 1,120                   | 2.2                 | 2.9             | 63                | 2            | 1,140                        | 20,000                      | 0.43                       | 12                     | 160                  |
| Oste (Channel of Elbe)          | 1968  | N/A               | 300                  | N/A                     | N/A                 | 1.5             | N/A               | N/A          | 1,500                        | 3,300                       | N/A                        | N/A                    | 90                   |
| Zuidwal, Lauwerszee             | 1968  | N/A               | 3400                 | N/A                     | N/A                 | N/A             | N/A               | N/A          | N/A                          | N/A                         | N/A                        | N/A                    | 150                  |
| Haringliet South (Noord Pampus) | 1968  | 2.43              | N/A                  | N/A                     | N/A                 | 1.3             | 37                | 2            | N/A                          | N/A                         | 0.22                       | N/A                    | 135                  |
| Brouwersdam                     | 1969  | 4.2               | N/A                  | N/A                     | N/A                 | N/A             | 66                | 3            | N/A                          | N/A                         | 0.25                       | N/A                    | 200                  |
| Eider Dam                       | 1972  | N/A               | 3200 + 1200          | N/A                     | N/A                 | N/A             | N/A               | N/A          | 1                            | N/A                         | N/A                        | N/A                    | 160                  |
| أوسترشيلده Dam Section Channel  | 1972  | N/A               | 2000                 | N/A                     | N/A                 | 0.8             | 25                | 3            | N/A                          | N/A                         | 0.05                       | N/A                    | 150                  |
| Meldorf Wöhrdenerloch           | 1978  | 1.7               | 1500                 | 1,150                   | 3.2                 | 2.5             | N/A               | N/A          | N/A                          | 10,500                      | N/A                        | 6                      | 350-90               |
| Krammer                         | 1987  | N/A               | 1100                 | 5,580                   | 2.24-0.5            | 2.2             | 6.5               | N/A          | 14,700                       | 22,000                      | N/A                        | 7.1                    | 200                  |
| Tholense Gat                    | 1986  | N/A               | 355                  | 1,350                   | 1.1                 | 2.5             | 3                 | N/A          | 5,300                        | 11,000                      | N/A                        | 2.5                    | 160                  |
| Maasvlakte 2 (Compartment)      | 2012  | 0.26              | 150                  | 225                     | 0.9                 | N/A             | 1                 | N/A          | N/A                          | 4,600                       | 17                         | N/A                    | 380                  |
| Maasvlakte 2                    | 2012  | 0.51              | 150                  | N/A                     | 0.9                 | N/A             | 1                 | 3            | N/A                          | 7,100                       | 12                         | N/A                    | 280                  |

ملاحظة: لم تشتمل العديد منها على أحواض مغلقة بالكامل، مما يجعل مقياس مساحة السطح غير قابل للتطبيق.
خلال إغلاق نهر جول عند مصب نهر أوسترسشيلدي - والذي يتميز بسعة مد وجزر تبلغ حوالي 30 مليون متر مكعب وعمق أقصى يبلغ 10 أمتار تحت مستوى سطح البحر - أصبح سد أوسترسشيلدي بين جزيرتي نوردلاند ونيلتجي جانز في عام 1972 هو الأقل في فقد الرمال بفضل استخدام التجريف بالشفط عالي القدرة. وقد نجحت هذه الاستراتيجية في تحقيق معدل إضافة للرمال يتجاوز 500 ألف متر مكعب أسبوعياً، موزعة على ثلاث جرافات شفط. وقد تبين أيضًا أن البدء في الإغلاق من جانب واحد والتقدم نحو الجزء الأضحل من الفجوة يقلل بشكل فعال من فقد الرمال. وقد ضمن هذا النهج أقصر مسافة ممكنة لترسيب الرمال نحو قمة الإغلاق، وخاصة خلال فترات أقصى سرعة تدفق.
وتفسر هذه التقنية جزئياً الفقد الكبير في الرمال، والذي بلغ نحو 45%، والذي لوحظ أثناء إغلاق بوابة بريلس، التي يبلغ أقصى عمق لها مترين تحت مستوى سطح البحر، حيث ترسبت الرمال من كلا الجانبين باتجاه المركز. إن اختيار موقع واحد لرواسب الرمال، مع تقليل فقد الرمال، يتطلب قدرة شفط كبيرة ويؤدي إلى أن يكون السد أوسع بشكل ملحوظ لاستيعاب جميع خطوط أنابيب التصريف.

### تصميم الإغلاقات بالرمال
تتميزعملية الإغلاق بالرمال بالحركة والفقد اللاحقة لمواد البناء. يعتمد المبدأ الذي يقوم عليه الإغلاق بالرمال على إضافة كمية من الرمال أكبر مما يُفقد أثناء العملية. يحدث فقد الرمال يوميًا في ظل ظروف التدفق المتوسط من خلال الفجوة المغلقة، اعتمادًا على ديناميكيات التدفق. في سياق "القوة والحمل"، يجري تمثيل "قوة" إغلاق الرمال من خلال قدرتها الإضافية، في حين أن "الحمل" هو الفقد الناتج. ويعتبر الإغلاق ناجحًا عندما يتجاوز قوة الإضافة كمية الفقد، مما يؤدي إلى تضييق الفجوة المغلقة تدريجيًا.

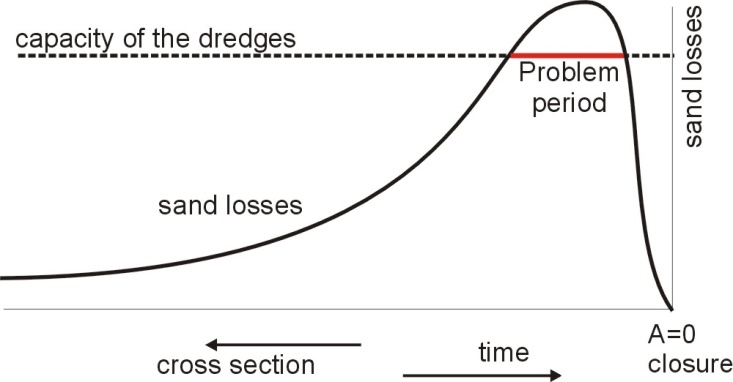
سعة التجريف مقابل فقد الرمال

يجب أن تتجاوز القدرة الإضافية (القدرة على إضافة المزيد من الرمال)، التي تتضمن موقع استخراج كبير بما فيه الكفاية للرمال، الحد الأقصى للفقد المتوقع أثناء عملية الإغلاق. وعليه، فإن دراسة الجدوى للإغلاق (الكامل) بالرمال يجب أن تركز في البداية على تحديد المرحلة المرتبطة بأقصى قدر من الفقد. باستخدام الشروط الحدودية الهيدروليكية، يمكن حساب فقدان الرمال لكل مرحلة إغلاق وتصويرها بيانياً كما هو موضح. يمثل المحور الأفقي في الرسم التخطيطي حجم فجوة الإغلاق، مما يشير إلى أن السعة الموضحة غير كافية للإغلاق بالرمال في ظل هذه الظروف.
يصبح الإغلاق بالرمال قابلاً للتطبيق إذا أمكن الحفاظ على إضافة رمل كافٍ بالقرب من فجوة الإغلاق للتغلب على المرحلة ذات أعلى فقد. المعيار الأساسي هو أن يظل متوسط الفقد بسبب المد والجزر أقل من الإضافة. ومع ذلك، هناك قدر كبير من عدم اليقين فيما يتصل بالفقد المحسوب والإضافة المتوقعة، مما يستلزم الاهتمام الدقيق. وبدراسة منحنى الفقد، كدالة على منطقة فجوة الإغلاق، يظهر عادة ذروة واحدة. عادةً ما يكون الفقد الأقصى عندما تكون مساحة فجوة الإغلاق بين 0 و 30٪ من حجمها الأولي. ومن ثم، يمكن تقييد حسابات الفقد الأولية على هذا النطاق من أحجام فجوات الإغلاق.
ومن المثير للاهتمام أن ذروة فقدان الرمال لا تتزامن مع اقتراب فجوة الإغلاق من الاكتمال. وعلى الرغم من سرعات التدفق العالية المحتملة، فإن عرض التآكل في الفتحة المغلقة يكون ضئيلاً، وبالتالي الحفاظ على فقد الرمال الإجمالي منخفض. يمكن تحديد الظروف الحدودية الهيدروليكية باستخدام نهج التخزين/المساحة.
بشكل عام، تكون عمليات الإغلاق بالرمال مجدية نظريا عند سرعات تدفق قصوى تصل إلى 2.0 إلى 2.5 تقريبا م/ث. أما إذا زادت سرعة التدفق عن ذلك فيصبح تحقيق الإغلاق بالرمال مستحيلا تقريبا، بسبب معدلات التدفق الناتجة، التي تتأثر بمعدل التدفق المرجعي U0 ومعامل التفريغ μ. يتأثر معامل التفريغ μ بفقد الاحتكاك والتباطؤ داخل فجوة الإغلاق، ويُعد فقد الاحتكاك كبير بشكل ملحوظ بسبب الأبعاد الكبيرة للسدود الرملية. وبالتالي، فإن اختيار مسافة قياس التدرج يؤثر بشكل كبير على معامل التفريغ، والذي يظهر تباينا كبيرا. ومع ذلك، فإن هذا التباين يتناقص خلال المرحلة النهائية الحاسمة للإغلاق، حيث يُوصى بقيمة 0.9 كحد أعلى معقول لمعامل التفريغ. يجري تحديد سرعة التدفق الفعلية داخل فجوة الإغلاق من خلال تطبيق نهج منطقة التخزين، ويمكن تعديله بواسطة معامل التفريغ.

## الإغلاقات المفاجئة (الصناديق -قيسون)

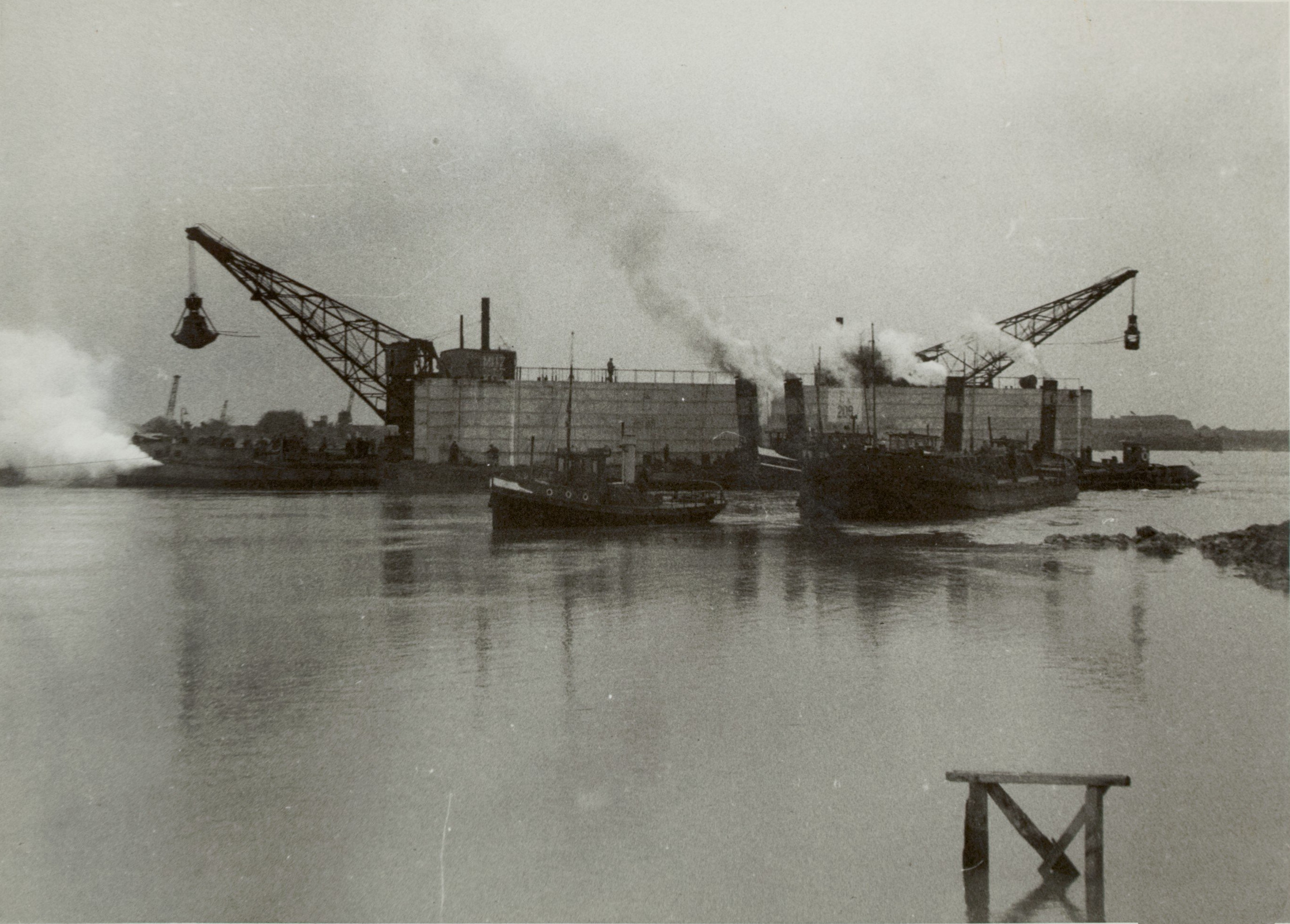
قيسونات فينيكس في فورت راميكينز

يتضمن الإغلاق المفاجئ إغلاقًا سريعًا لمدخل المد والجزر أو الخرق في السد. يجري إعداد ذلك عادةً بطريقة تسمح بإغلاق الفجوة بالكامل في إجراء سريع واحد أثناء المد والجزر. يعد استخدام الصناديق caissons أو صناديق السد أمرًا شائعًا، على الرغم من استخدام طرق فريدة أخرى، مثل أكياس الرمل أو السفن. استُخدمت الصناديق caissons في البداية كاستجابة لحالات الطوارئ لإغلاق ثغرات السدود بعد معركة والشرن Battle of Walcheren التي خاضها الحلفاء في عام 1944م وبعد فيضان بحر الشمال عام 1953م. ومنذ ذلك الحين أُجريت تحسينات لهذه التقنية واستُخدمت في مشاريع دلتا ووركس.

### الإغلاق بالصندوق
تتضمن عملية الإغلاق بالصندوق سد الفجوة باستخدام صندوق caisson، وهو في الأساس صندوق خرساني كبير. طُبقت هذه الطريقة لأول مرة في هولندا لإصلاح ثغرات السد الناتجة عن هجمات الحلفاء على والشرن في عام 1944م. وفي العام التالي، في راميكينز، أُعيد استخدام الصناديق الفائضة ( صناديق فينيكس Phoenix caissons) المستوردة من إنجلترا، والتي استُخدمت في الأصل لبناء موانئ مولبيري بعد عمليات إنزال نورماندي التي قام بها قوات الحلفاء، لإصلاح السد.
في أعقاب كارثة العاصفة عام 1953م، جرى التفكير في إغلاق العديد من الثغرات باستخدام الصناديق. ونظراً لعدم اليقين المحيط بالأحجام النهائية للفجوات والطبيعة المستهلكة للوقت لعملية بناء الصناديق، فقد اتُخذ قرار بعد وقت قصير من الأول من فبراير 1953م بتصنيع كمية كبيرة من الصناديق الصغيرة نسبياً مسبقاً. وقد استُخدمت بشكل استراتيجي في مواقع مختلفة، وفي وقت لاحق، داخل أعمال الدلتا.

كما استُخدمت إمدادات محدودة من صناديق فينيكس الأكبر حجمًا من موانئ مولبيري لإغلاق عدد قليل من ثغرات السد الواسعة، ولا سيما في أوويركيرك وشيلفوك.

#### وضع الصندوق

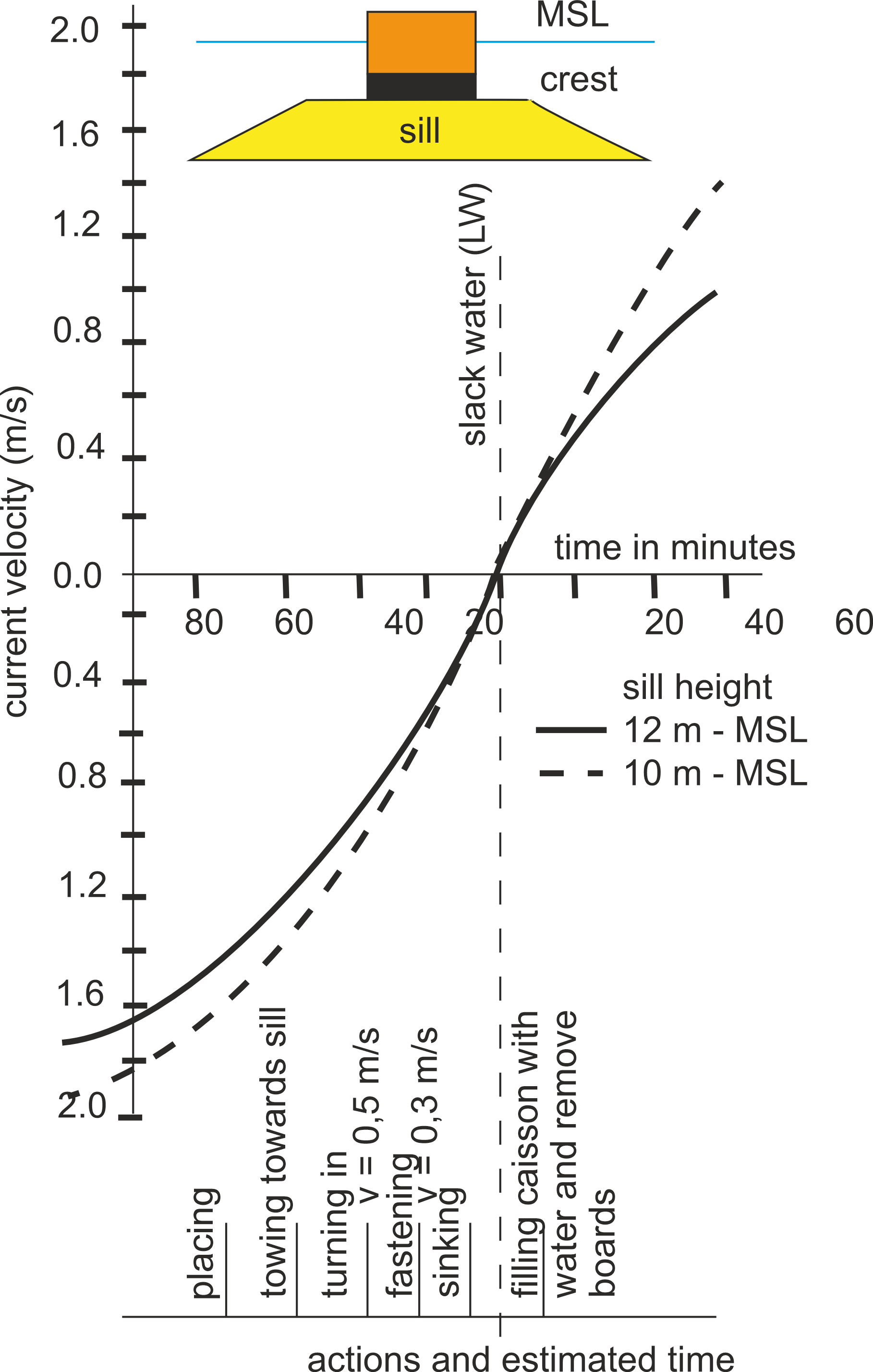
الوقت اللازم للغرق

لإغراق الصندوق بنجاح، من الضروري تقليل سرعة التدفق داخل الفجوة المغلقة إلى أدنى حد؛ وبالتالي، تُجرى العملية أثناء ركود المياه. ونظراً للفترة القصيرة للغاية التي يظل فيها التيار ساكناً فعلياً، فإن عملية الغرق يجب أن تبدأ بينما يظل تدفق المد والجزر عند سرعة منخفضة يمكن التحكم فيها. وقد أثبتت التجارب السابقة في الإغلاق بالصناديق أن هذه السرعة لا ينبغي أن تتجاوز 0.3 م/ث. الجدول التالي يوضح التوقيت لمختلف مراحل التشغيل:
| نشاط                       | الزمن بالنسبة إلى المياه الراكدة | السرعة فوق عتبة النافذة |
| -------------------------- | -------------------------------- | ----------------------- |
| الإبحار في صندوق داخل فجوة | -70 دقيقة                        |                         |
| وضع الصندوق                | -55 دقيقة                        |                         |
| سرعة V cr < 0.75 م/ث       | -30 دقيقة                        | < 0.75م/ث               |
| سرعة الغرق V cr < 0.30 م/ث | -13 دقيقة                        | < 0.30م/ث               |
| صندوق على عتبة النافذة     | -5 دقيقة                         |                         |
| لحظة ارتخاء الماء          | 0 دقيقة                          |                         |
| إزالة الألواح الخشبية      | +10 دقيقة                        |                         |
| وضع حجر الصابورة           | +60 دقيقة                        |                         |

ينص هذا الجدول على ضرورة خفض سرعات التدفق إلى 0.30 م/ث بحد أقصى لمدة 13 دقيقة قبل ركود الماء وحتى 0.75 م/ث على الأكثر لمدة 30 دقيقة قبل ذلك. بالنظر إلى الطبيعة الجيبية للمد والجزر في هولندا، مع دورة مدتها 12.5 ساعة، لا ينبغي أن تتجاوز السرعة القصوى في الفجوة المغلقة 2.5م/ث. يمكن التأكد من عتبة السرعة هذه من خلال تحليل التخزين/الحوض. يوضح الرسم البياني المصاحب النتائج لارتفاعات العتبة عند مستوى سطح البحر -10 م ومستوى سطح البحر -12 م، مما يشير إلى أن العتبة عند مستوى سطح البحر -12 م ضرورية لأن وقت الغرق عند مستوى سطح البحر -10 م غير كافٍ. وبالتالي، فإن إغلاق الصناديق أمر ممكن فقط على أعماق كبيرة في القناة.

#### صناديق التحكم في التدفق
التحدي في سد الفجوات الأكبر باستخدام الصناديق يكمن في تناقص مساحة التدفق كلما وضعنا المزيد من الصناديق، مما يؤدي إلى زيادة سرعات التدفق بشكل كبير (تتجاوز 2.5 م/ث المذكورة أعلاه)، مما يُعقِّد وضع الصندوق النهائي بشكل صحيح. يجري التعامل مع هذه المشكلة من خلال استخدام صناديق التحكم في التدفق sluice caissons، وهي صناديق مزودة ببوابات على أحد جانبيها. أثناء التثبيت، يجري إغلاق هذه البوابات للحفاظ على الطفو، ويُغلق الجانب المقابل بألواح خشبية.
بمجرد وضع كل صندوق، تُزال الألواح وتُفتح البوابات، مما يسمح لتيار المد والجزر بالمرور بأقل قدر من المقاومة. ويضمن هذا النهج عدم انخفاض مساحة التدفق بشكل كبير، وبقاء سرعات التدفق يمكن التعامل معها، مما يسهل وضع الصناديق اللاحقة. بعد ضبط جميع الصناديق، تُغلق البوابات، لإكمال عملية الإغلاق. وبعد ذلك تُرش الرمال أمام السد، وتُزال البوابات مع الآليات المتحركة الأخرى، لتيُمكن إعادة استخدامها في الإغلاقات المستقبلية.:p. 627–639

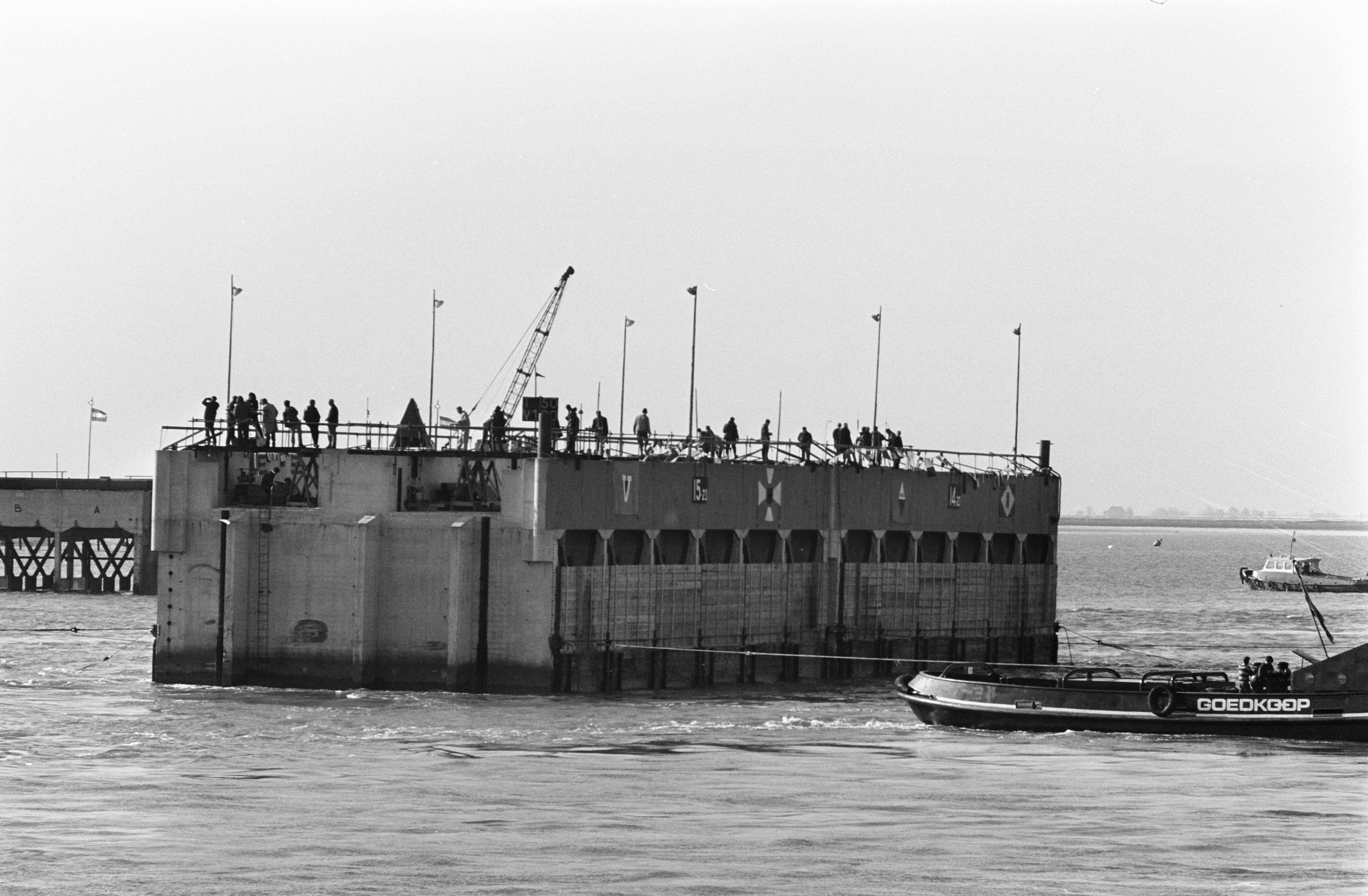
إغلاق Lauwerszee بالصندوق الأخير

استُخدمت صناديق التحكم في التدفق لأول مرة في إغلاق Veerse Gat، ثُم استُخدمت لاحقًا في Brouwersdam و Volkerak، وكذلك في إغلاق Lauwerszee.

##### تصميم صناديق التحكم في التدفق
في عملية الإغلاق بالصناديق، من المهم الحفاظ على أكبر تدفق فعال ممكن أثناء التثبيت. بالإضافة إلى ذلك، يجب أن يكون معامل التفريغ مرتفعًا قدر الإمكان، مما يشير إلى الدرجة التي يعوق بها شكل الصندوق التدفق.

##### منطقة التدفق
ينبغي زيادة مساحة التدفق لكل صندوق إلى أقصى حد ممكن. ويمكن تحقيق ذلك من خلال:
- ضمان أكبر مسافة ممكنة بين جدران الصندوق، مع وجود أقطار فولاذية توفر صلابة التوائية كافية.
- تصميم الجزء السفلي من الصناديق ليكون رقيقًا قدر الإمكان.
- دمج مساحات الصابورة ballast داخل الهيكل العلوي للصندوق لإضافة الوزن اللازم، وبالتالي توليد احتكاك كافٍ بين الصندوق والعتبة.

##### معامل التفريغ
بالإضافة إلى مساحة التدفق، فإن معامل التفريغ له أهمية قصوى في عملية الإغلاق بالصناديق. تشمل التدابير الرامية إلى تحسين معامل التفريغ ما يلي:
- تحسين الخطوط القطرية بين الجدران.
- إضافة ميزات إضافية لتبسيط عتبة النافذة.

يوضح الجدول أدناه معاملات التفريغ لمختلف صناديق تصريف المياه المصممة في هولندا:
| مشروع                | عمق العتبة تحت مستوى سطح البحر | معامل التفريغ |
| -------------------- | ------------------------------ | ------------- |
| فيرسي جات 1961       | -5.5 متر                       | 0.78          |
| لاورزي 1969          | -6.5 متر                       | 0.65          |
| فولكراك 1969         | -7 م                           | 0.75          |
| برويرسدام 1971       | -10 م                          | 0.85          |
| أوسترشيلدي (التصميم) | -20 م                          | 1.00          |

## إغلاقات خاصة

### إغلاق بإغراق السفن

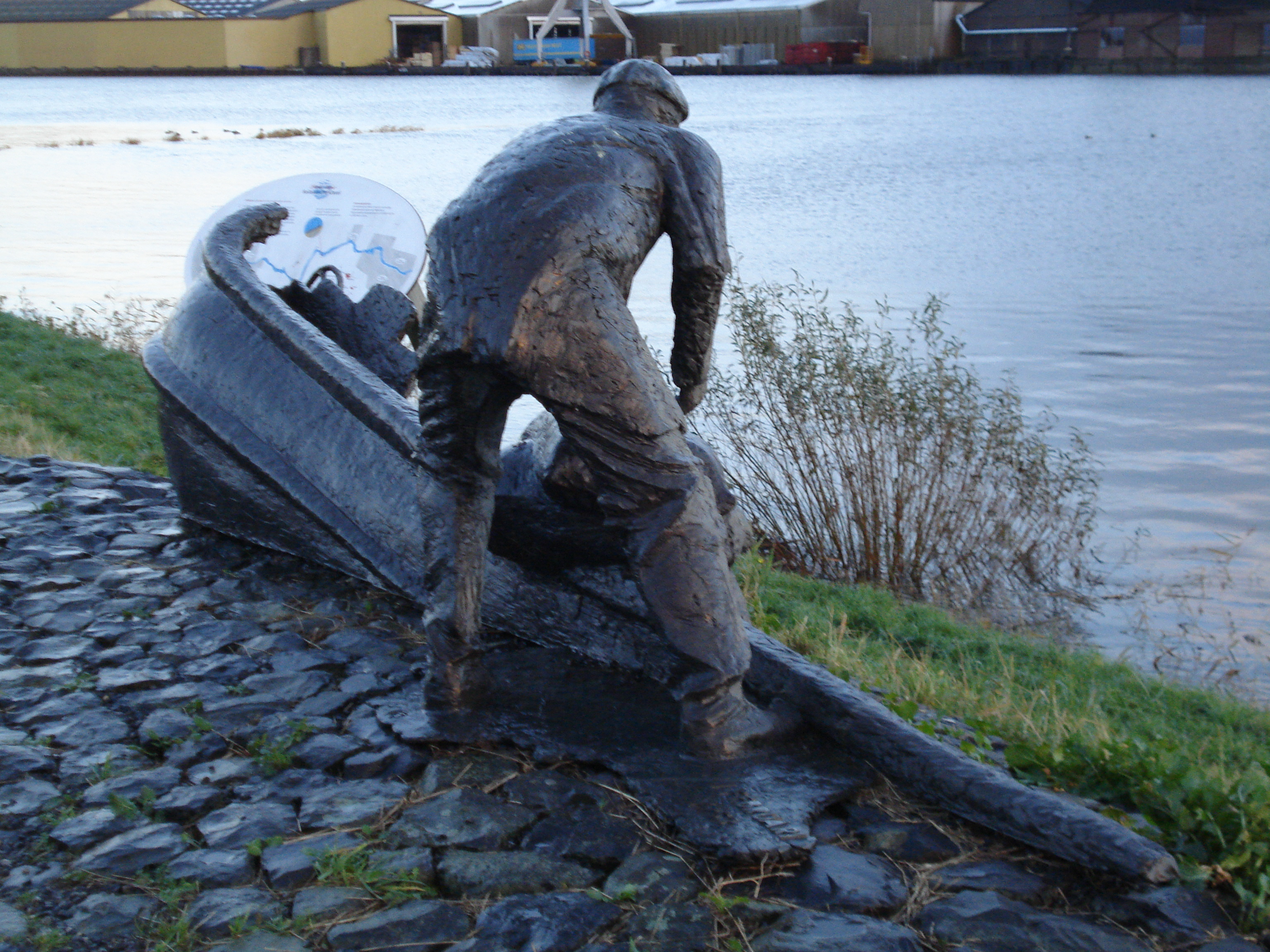
نصب تذكاري "ديم على جانبه" بالقرب من Nieuwerkerk aan den IJssel

في ظروف استثنائية، وحالات الطوارئ مثل خرق السد، يمكن بذل الجهود لإغلاق الخرق عن طريق إغراق سفينة في موقع السد. في كثير من الأحيان، تفشل هذه الطريقة بسبب عدم التطابق بين أبعاد السفينة والخرق. وقد سُجلت حالات أخرج فيها التيار القوي السفينة من مكانها بعد توجيهها إلى الثغرة. هناك مشكلة أخرى متكررة وتُعد سببًا لفشل هذه الطريقة وهي عدم توافق شكل قاع السفينة مع قاع البحر الذي حدثت فيه الثغرة. ويؤدي التيار القوي الناتج عن ذلك إلى تآكل قاع البحر تحت السفينة، مما يجعل محاولة الإغلاق غير ناجحة. حدث استثناء ملحوظ في عام 1953م أثناء خرق السد على طول نهر هولندي آيسل، والذي جرى إغلاقه بنجاح؛ وأُنشئ نصب تذكاري لإحياء ذكرى هذا الحدث لاحقًا.

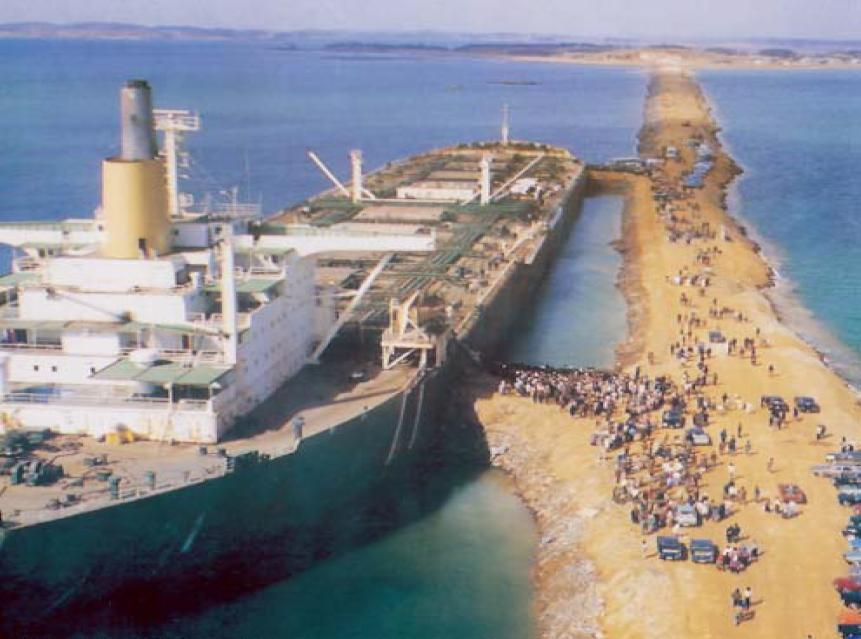
إغلاق مصب نهر سيوسان في كوريا

وفي كوريا، جرت محاولة في عام 1980م لإغلاق مدخل المد والجزر بإغراق ناقلة نفط قديمة. ولا يتوفر سوى القليل من المعلومات حول نتائج هذه المحاولة، مما يشير إلى أنها ربما لم تكن ناجحة بشكل ملحوظ، خاصة بالنظر إلى العديد من عمليات الإغلاق اللاحقة في كوريا والتي استخدمت فيها الحجارة. وتشير صور جوجل إيرث اللاحقة إلى أن السفينة جرى إزالتها في النهاية بعد إغلاق السد.

### الإغلاق باستخدام أكياس الرمل

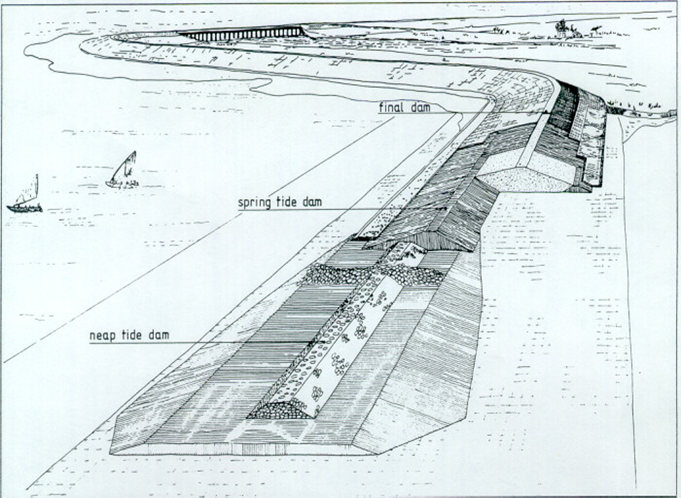
سد فيني

ويمثل استخدام أكياس الرمل مع قوة عاملة كبيرة طريقة إغلاق فريدة أخرى. وقد استُخدمت هذه الطريقة أثناء بناء السد على نهر فيني في بنغلاديش. عند الجزر، أصبح قاع النهر عند موقع الإغلاق مكشوفًا بالكامل تقريبًا.
جرى إنشاء اثني عشر مستودعًا، يحتوي كل منها على 100 ألف كيس رمل، على طول فجوة الإغلاق التي يبلغ عرضها 1200 متر. وفي يوم الإغلاق، وضع 12 ألف عامل هذه الأكياس في الفجوة على مدى ست ساعات، متجاوزين بذلك المد المتصاعد. وبحلول نهاية اليوم، جرى سد مدخل المد والجزر، وإن كان فقط عند مستويات المياه النموذجية للمد والجزر المنخفض. في الأيام التالية، جرى تقوية السد بالرمال لتحمل المد والجزر الربيعي، وعلى مدى الأشهر الثلاثة التالية، تم تقويته لمقاومة العواصف التي تصل إلى 10 أمتار فوق قاعدة السد.

## طريقة منطقة التخزين
استخدام منشور المد والجزر tidal prism لحساب السرعة في عنق مدخل المد والجزر
إذا كان حوض المد والجزر قصيرًا نسبيًا (أي أن طوله طفيف مقارنة بطول موجة المد والجزر)، فمن المفترض أن مستوى المياه في الحوض يظل متساويًا، ويرتفع وينخفض مع المد والجزر فحسب. وبموجب هذا الافتراض، فإن مساحة تخزين الحوض (منشور المد والجزر) تساوي مساحة سطحه مضروبة في نطاق المد والجزر.
ثم يجري تبسيط صيغة تخزين الحوض إلى:
{\displaystyle P=B\Delta H}، حيث:
- {\displaystyle P} يمثل منشور المد والجزر (م3)،
- {\displaystyle B} يمثل مساحة الحوض (م2)،
- {\displaystyle \Delta H} يمثل مدى المد والجزر عند مدخل الحوض (م).

تُسهل هذه المنهجية الحصول على تقدير موثوق لسرعات التيار داخل مدخل المد والجزر، وهو أمر ضروري لإغلاقه في النهاية. تُعرف هذه التقنية باسم نهج منطقة التخزين storage area approach، وهي توفر وسيلة مباشرة لقياس الظروف الهيدروليكية المحلية الضرورية لبناء الحاجز.
وفي إطار هذا النهج، يمكن نمذجة حركة مياه مصب النهر دون أي تأثيرات احتكاك أو جمود، مما يؤدي إلى:
{\displaystyle Q=B{\frac {dh_{3}}{dt}}} ,
حيث {\displaystyle Q} هو معدل التدفق في مدخل المد والجزر،
و {\displaystyle B} هي منطقة تخزين الحوض،
و {\displaystyle {\frac {dh_{3}}{dt}}} هو معدل تغير مستوى الماء.

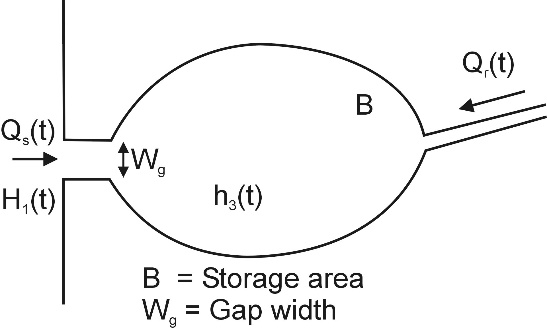
مخطط لنهج منطقة التخزين

يفترض نظام تخزين الحوض الموضح ما يلي:
- تصريف النهر {\displaystyle Q_{r}(t)}، مع اعتبار التدفق الداخلي موجب،
- التدفق خلال الإغلاق {\displaystyle Q_{s}(t)}، يحكمها فرق ارتفاع الطاقة في المنبع {\displaystyle H_{1}(t)} ومستوى المياه عند الفجوة {\displaystyle h_{2}(t)}، إلى جانب خصائص تصريف الفجوة.

بالنسبة للسد غير الكامل:
{\displaystyle Q_{s}=\mu h_{2}W_{g}{\sqrt {2g(H_{1}-h_{2})}}\quad {\text{and}}\quad h_{2}=h_{3}\quad {\text{for}}\quad h_{3}>{\frac {2}{3}}H_{1}}
وبالنسبة للسد المثالي:
{\displaystyle Q_{s}=m{\frac {2}{3}}h_{2}W_{g}{\sqrt {{\frac {2}{3}}gH_{1}}}\quad {\text{and}}\quad h_{2}={\frac {2}{3}}H_{1}\quad {\text{for}}\quad h_{3}<{\frac {2}{3}}H_{1}}
معاني الرموز هي كما يلي:
| رمز     | وصف                                                  |
| ------- | ---------------------------------------------------- |
| Qs      | معدل التدفق عبر فجوة الإغلاق [م3/ثانية]              |
| Wg      | مساحة التدفق عند الفجوة [م2]                         |
| g       | تسارع الجاذبية [م/ث2]                                |
| H1      | ارتفاع الطاقة في اتجاه المنبع بالنسبة إلى العتبة [m] |
| h2 / h3 | مستوى المياه عند/في الفجوة بالنسبة إلى العتبة [m]    |
| d       | ارتفاع العتبة [m]                                    |
| μ       | معامل التفريغ في ظروف السد غير الكاملة [-]           |
| m       | معامل التفريغ في ظروف السد المثالية [-]              |

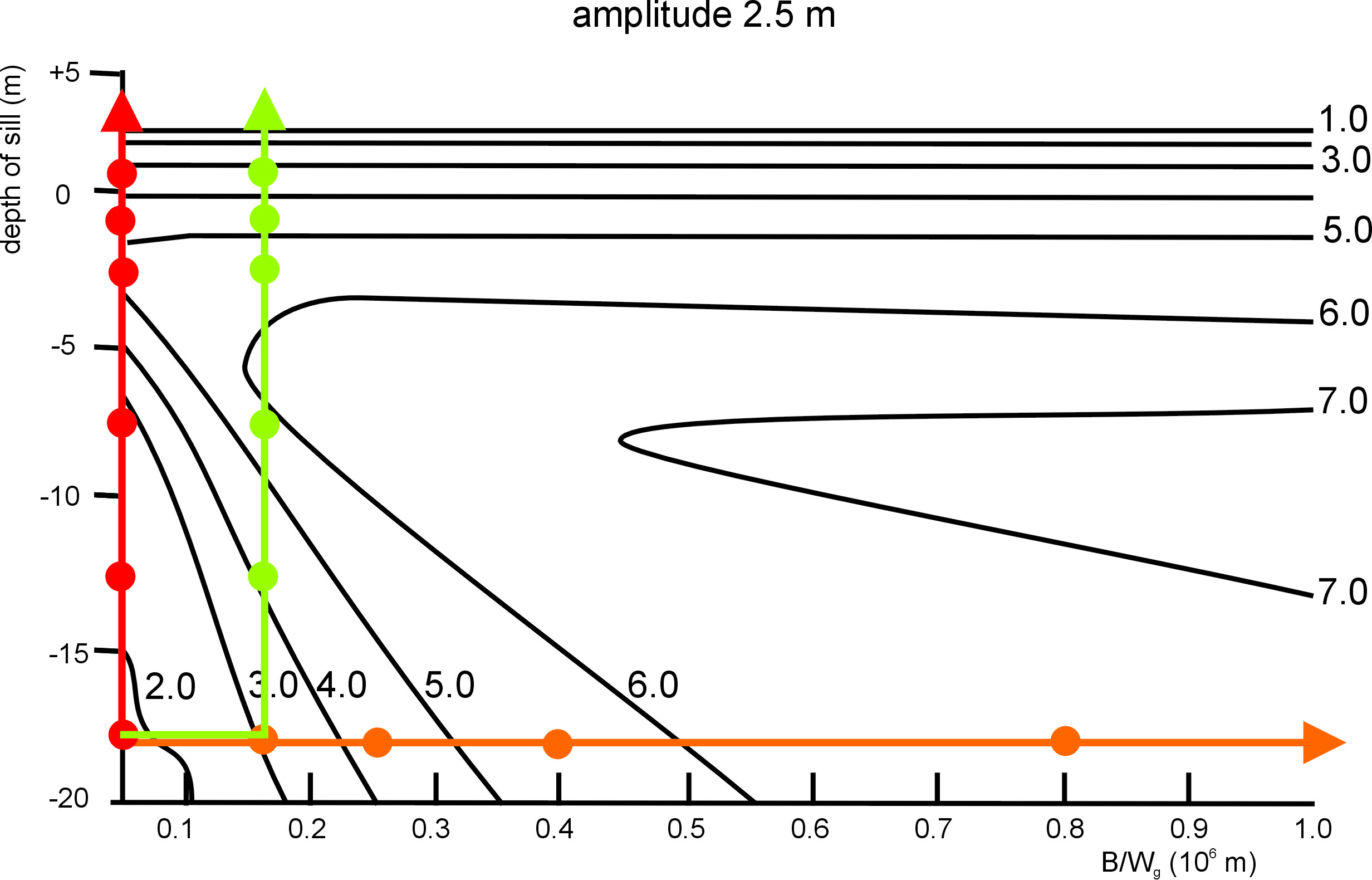
السرعة (م/ث) كدالة لـ B/W _{g} وارتفاع العتبة

يؤدي الجمع بين هذه النتائج إلى الحصول على معادلة تخزين الحوض، مما يسهل رسم الرسوم البيانية للسرعة داخل فجوة الإغلاق. يوضح الرسم البياني المثالي لسعة المد والجزر البالغة 2.5 متر (وبالتالي مدى إجمالي يبلغ 5 أمتار) السرعات كدالة في مساحة تخزين المد والجزر (B) إلى عرض فجوة الإغلاق (Wg) وعمق العتبة (d). يشير اللون الأحمر إلى الإغلاقات الرأسية، والبرتقالي إلى الإغلاقات الأفقية، والأخضر إلى مزيج منهما، مما يسلط الضوء على اختلافات السرعة بين أنواع الإغلاق.